# Joseph Priestley
Joseph Priestley, FRS (n. 13/24 martie 1733, Birstall, Kirklees, Anglia, Regatul Marii Britanii – d. 6 februarie 1804, Northumberland⁠(d), Pennsylvania, SUA) a fost un teolog, chimist, pastor dizident, educator și filozof natural și filozof al politicii englez, care a scris peste 150 de lucrări. Lui Priestley îi este atribuită descoperirea oxigenului, pe care l-a izolat sub formă gazoasă, cu toate că și Carl Wilhelm Scheele și Antoine Lavoisier au revendicat, de asemenea, această descoperire. Carl Wilhelm Scheele, și el partizan al teoriei flogisticului, a revendicat descoperirea „oxigenului”, dar cel care a identificat și a dat oxigenului numele actual a fost chimistul francez Antoine Lavoisier, părintele chimiei moderne și demistificatorul teoriei flogisticului. Pe timpul vieții sale, reputația științifică a lui Priestley s-a bazat pe „descoperirea” apei gazoase, pe scrierile sale din domeniul electricității și pe descoperirea și studierea de către el a unor „aere” (gaze), cel mai cunoscut fiind cel denumit de Priestley „aerul deflogisticat”. În ceea ce privește activitatea sa ca teolog, a încercat să combine teismul, determinismul și materialismul.
În timpul vieții sale, o mare parte din reputația științifică a lui Priestley a avut la bază contribuțiile foarte importante ale acestuia, printre care se numără inventarea apei carbogazoase, lucrările scrise despre electricitate și descoperirea unor noi gaze, cel mai faimos fiind cel numit de Priestley drept „aerul deflogisticat” (de fapt, acesta era oxigen). Totuși, fermitatea cu care a apărat teoria flogisticului și a respins primii pași ai revoluției chimice l-au izolat de comunitatea științifică.
Cercetările științifice ale lui Priestley au fost intrinsec legate de concepția sa religioasă și, de aici efortul său constant de a realiza o sinteză între raționalismul Epocii Luminilor și credința creștină. În textele sale metafizice, Priestley a încercat să combine teismul, materialismul și determinismul, un proiect ce a fost considerat „îndrăzneț și original”. El a crezut că o înțelegere corectă a lumii pământești va ajuta omenirea să progreseze și în cele din urmă să ajungă la „Împărăția de o Mie de Ani”. Priestley, care a crezut cu tărie în schimbul liber și deschis de idei, a susținut toleranța religioasă și egalitatea drepturilor disidenților religioși, care l-au condus să susțină apariția și dezvoltarea Unitarianismului în Anglia. Natura controversată a publicațiilor lui Priestley și felul deschis în care a susținut Revoluția franceză au trezit suspiciuni publice și guvernamentale; acesta a fost nevoit să fugă, în 1791, la Londra, iar apoi în Statele Unite ale Americii, după ce o mulțime revoltată i-a ars casa și biserica. Priestley și-a trăit ultimii zece ani din viață în Comitatul Northumberland din Pennsylvania, unde a și murit în 1804.
Savant și profesor pe parcursul vieții, Priestley a avut și contribuții semnificative în pedagogie, printre care se numără o lucrare de referință despre gramatica limbii engleze și alte cărți de istorie, publicând una din primele lucrări fundamentale ale istoriografiei moderne. Aceste lucrări despre educație sunt printre cele mai cunoscute opere ale sale. Totuși, o influență mai durabilă au avut-o lucrările sale metafizice: filozofi importanți ca Jeremy Bentham, John Stuart Mill și Herbert Spencer le-au considerat a fi unele dintre sursele primare ale utilitarismului.

## Copilăria și educația (1733–1755)

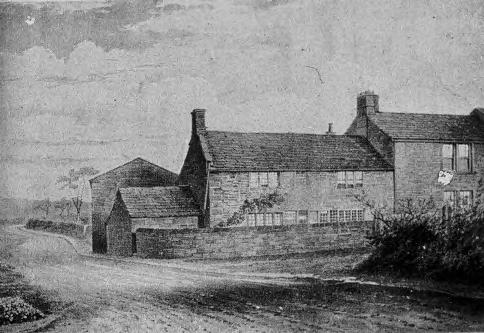
Casa unde s-a născut Priestley (acum demolată) din Fieldhead, Birstall, West Yorkshire (amplasată la aproximativ zece kilometri sud-vest de Leeds)

Priestley s-a născut într-o familie de disidenți englezi (adică o familie ce nu s-a conformat Bisericii Anglicane) din Birstall, localitate amplasată în apropiere de Batley. El a fost primul dintre cei șase frați ai lui Mary Swift și Jonas Priestley. Tatăl său era contramaistru într-o manufactură de textile. Pentru ca povara mamei sale să fie ușurată, Priestley a fost trimis să locuiască cu bunica sa pe când avea doar un an; cinci ani mai târziu, după ce mama sa a murit, acesta s-a întors acasă. Când tatăl său s-a recăsătorit în 1741, Priestley s-a mutat la unchiul și mătușa lui, Sarah și John Keighley, care erau bogați, nu aveau copii și locuiau la 5 km (3 mile) de Fieldhead. Deoarece Priestley era precoce - la doar patru ani acesta putea recita impecabil toate cele 107 întrebări și răspunsuri din Westminster Shorter Catechism - unchiul său i-a oferit cea mai bună educație băiatului, pregătindu-l pentru parohie. În timpul tinereții, Priestley a urmat cursurile școlilor locale, unde a avut ocazia să învețe greaca, latina și ebraica.
În preajma anului 1749, Priestley s-a îmbolnăvit foarte grav și a crezut că va muri curând. Crescând ca un calvinist fervent, considera că singura cale de a se salva este trecerea la creștinism, dar, în final, s-a îndoit de acest lucru. Această tulburare sufletească a sfârșit prin a-l face să își pună la îndoială formația sa teologică anterioară, determinându-l să respingă dogma predestinării și să o accepte în schimb pe cea a reconcilierii universale. De aceea, conducerea bisericii independente Upper Chapel din Heckmondwike i-au refuzat cererea de membru.
Din cauza bolii sale, Priestley a rămas cu o bâlbâială permanentă care l-a făcut să renunțe la ideea de a deveni pastor, cel puțin pentru moment. Pregătindu-se să-și urmeze o rudă la Lisabona pentru a lucra în comerț, el a studiat franceza, italiana, germana, dialectul caldeean și araba. Priestley a fost meditat de către pastorul George Haggerstone, care l-a învățat matematică superioară, filozofie naturală, logică și metafizică, pe baza lucrărilor lui Isaac Watts, Willem 's Gravesande și John Locke.

### Academia din Daventry
În cele din urmă, Priestley s-a decis să se reîntoarcă la studiile sale teologice și, în 1752, a devenit student la Academia din Daventry, o academie pentru disidenți. Deoarece citise foarte multe lucrări, lui Priestley i s-a permis să treacă peste primii doi ani de studii. Și-a continuat studiile intense; datorită studiului și atmosferei liberale din școală, acesta a lăsat teologia deoparte și a devenit un disident rațional. Detestând dogma și misticismul religios, disidenții raționali se ocupau cu analiza rațională a lumii naturale și a Bibliei.
Priestley scria, mai târziu, că lucrarea ce l-a influențat cel mai mult, exceptând Biblia, a fost cartea Observations on Man de către David Hartley din 1749. Tratatele psihologice, filozofice și teologice ale lui Hartley au postulat o teorie a filozofiei minții. Hartley își dorea să creeze o filozofie creștină în care amândouă „realitățile” morale și religioase puteau fi dovedite pe cale științifică, un obiectiv care avea să-l preocupe pe Priestley tot restul vieții sale. În al treilea an la Daventry, Priestley s-a angajat la preoție, despre care spunea că este „cea mai nobilă dintre toate profesiile”.

## Needham Market și Nantwich (1755–61)

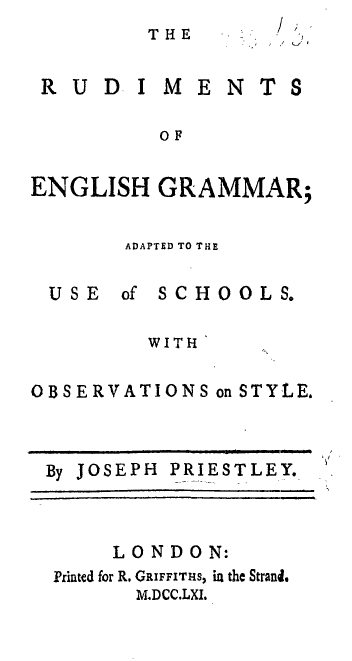
Pagina de titlul a Rudiments of English Grammar (1761)

Robert Schofield, cel mai important biograf modern al lui Priestley, a descris prima sa „chemare” la parohia disidenților din Needham Market, Suffolk, din anul 1755, ca o „greșeală” atât a lui Priestley cât și a comunității. Priestley tânjea după viața de la oraș și după dezbateri teologice, în timp ce Needham Market era un târg mic cu o comunitate iubitoare de tradiții. Prezența sa la parohie și donațiile au scăzut brusc atunci când lumea a aflat de eterodoxia acestuia. Deși mătușa sa i-a promis că-l va susține financiar în cazul în care va deveni preot, ea a refuzat orice viitor sprijin în momentul în care a aflat că nu mai era calvinist. Pentru a câștiga bani în plus, Priestley a propus deschiderea unei școli, dar familiile din zonă l-au informat că vor refuza să-și trimită copii într-un asemenea loc. Totodată, el a prezentat o serie de prelegeri științifice intitulate „Use of the Globes”, care au avut ceva mai mult succes.
Prietenii lui Priestley de la Daventry l-au ajutat să-și găsească un alt post și în 1758 el s-a mutat la Nantwich, Cheshire; de această dată, aici a fost mai fericit. Comunității i-a păsat mai puțin de eterodoxia lui Priestley, iar, mai târziu, acesta a reușit să construiască cu succes o școală. Spre deosebire de majoritatea învățătorilor de atunci, Priestley își învăța elevii filozofie naturală și le prezenta acestora chiar și instrumente științifice cumpărate de el. Fiind nemulțumit de calitatea cărților de gramatică a limbii engleze disponibile, Priestley a scris propriul manual: The Rudiments of English Grammar (1761). Inovările sale în descrierea gramaticii limbii engleze și în special efortul depus pentru a diferenția limba respectivă de gramatica limbii latine au fost motivele pentru care cărturarii secolului al XX-lea l-au supranumit pe Priestley drept „unul dintre cei mai mari gramaticieni din timpul său”. După publicarea cărții Rudiments și după succesul școlii sale, Academia Warrington i-a oferit lui Priestley un post de profesor în 1761.

## Academia din Warrington (1761–67)

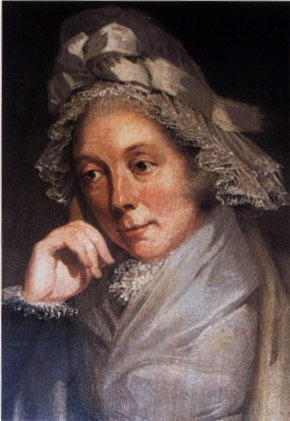
Mary Priestley, de Carl Frederik von Breda (1793); fiica forjorului Isaac Wilkinson, sora industriașului John Wilkinson

În 1761, Priestley s-a transferat la Warrington și a preluat postul de profesor de limbi moderne și retorică la Warrington Academy, deși ar fi preferat să predea matematică și filozofie naturală. El a fost primit bine la Warrington, și rapid și-a făcut prieteni. Pe data de 23 iunie 1762, Priestley s-a căsătorit cu Mary Wilkinson din Wrexham. Despre mariajul său, acesta a scris următoarele:
„Mariajul s-a dovedit o conexiune fericită și adecvată, soția mea dând dovadă de comprehensiune, mult îmbunătățită de cultura sa, de curajul, de tăria de spirit și de un temperament aflat în cel mai înalt grad de afectuozitate și generozitate; se simțea puternică pentru alții, dar slabă pentru sine. De asemenea, excelând la treburile casnice, m-a scutit în întregime de aceste munci, iar acest fapt mi-a conferit timp îndeajuns pentru studiile la care lucram și pentru alte atribuții ale poziției mele.”
Pe 17 aprilie 1763 s-a născut fiica lor, care a fost numită Sarah, după mătușa lui Priestley.

### Educator și istoric
Toată cărțile publicate de Priestley în timpul șederii sale la Warrington au accentuat plăcerea studiului istoriei; Priestley a considerat aceasta ca fiind esențial atât pentru succesul lumesc cât și pentru dezvoltarea religioasă. El a scris lucrări despre istoria științei și creștinătății, în efortul de a dezvălui progresul omenirii și, în mod paradoxal, pierderea creștinătății pure și „primitive”.

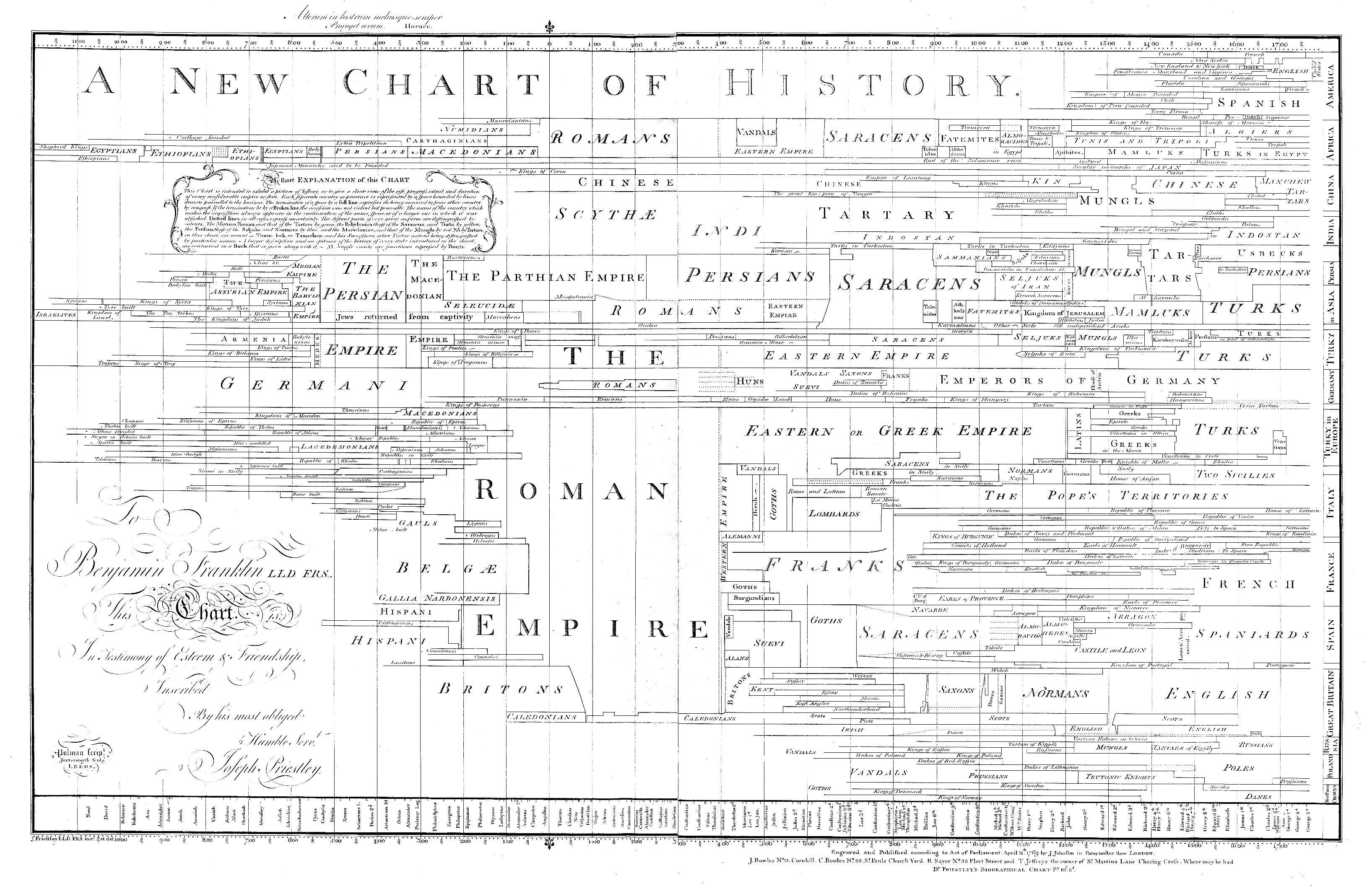
O versiune redactată a A New Chart of History (O nouă diagramă a istoriei, 1765); Priestley a crezut că această diagramă va însemna pentru studenți „doar o simplă imagine a creșterii, progresului, extinderii, duratei și a stadiului contemporan a tuturor imperiilor considerabile care au existat în lume.”

În Essay on a Course of Liberal Education for Civil and Active Life (1765), Lectures on History and General Policy (1788) și în alte lucrări, Priestley argumentează că educația tinerilor trebuie să anticipeze viitoarele nevoi practice ale acestora. „Acest principiu al utilității a ghidat alegerile sale pedagogice neconvenționale pentru studenții aspiranți la clasa de mijloc.” Acesta a recomandat învățarea limbilor moderne în locul limbilor clasice și mai degrabă a istoriei moderne decât a istoriei antice; el a descris o abordare providențialistă și naturalistă a istoriei, argumentând că studiul istoriei ar promovat înțelegerea legilor naturale ale lui Dumnezeu. În plus, perspectiva sa milenaristă a fost strâns legată de optimismul său cu privire la progresul științific și la îmbunătățirea umanității. A crezut că fiecare an poate îmbunătăți mai mult decât cel precedent și că studiul istoriei permite oamenilor să perceapă și să promoveze acest progres. Deoarece studiul istoriei a fost un necesar moral pentru Priestley, acesta a promovat educația femeilor din clasa de mijloc, lucru neobișnuit la aceea vreme. Câțiva cercetători ai educației l-au descris pe Priestley drept cel mai important scriitor englez din domeniul educației între secolele al XVII-lea și al XIX-lea. Lectures on History a fost bine primită și a fost folosită de către multe instituții educaționale, ca și New College din Hackney, Brown, Princeton, Yale și Cambridge. Priestley a proiectat două Diagrame pentru a servi ca un ajutor vizual pentru lucrarea Lectures. Aceste diagrame sunt de fapt cronologii; ele au fost descrise ca cele mai influente cronologii publicate în secolul al XVIII-lea. Amândouă au fost populare timp de multe decenii, iar administratorii din Warrington au fost atât de impresionați de lucrările și cronologiile lui Priestley încât au aranjat ca Universitatea din Edinburgh să-i acorde acestuia gradul de Doctor în drept în 1764.

#### Istoria electricității

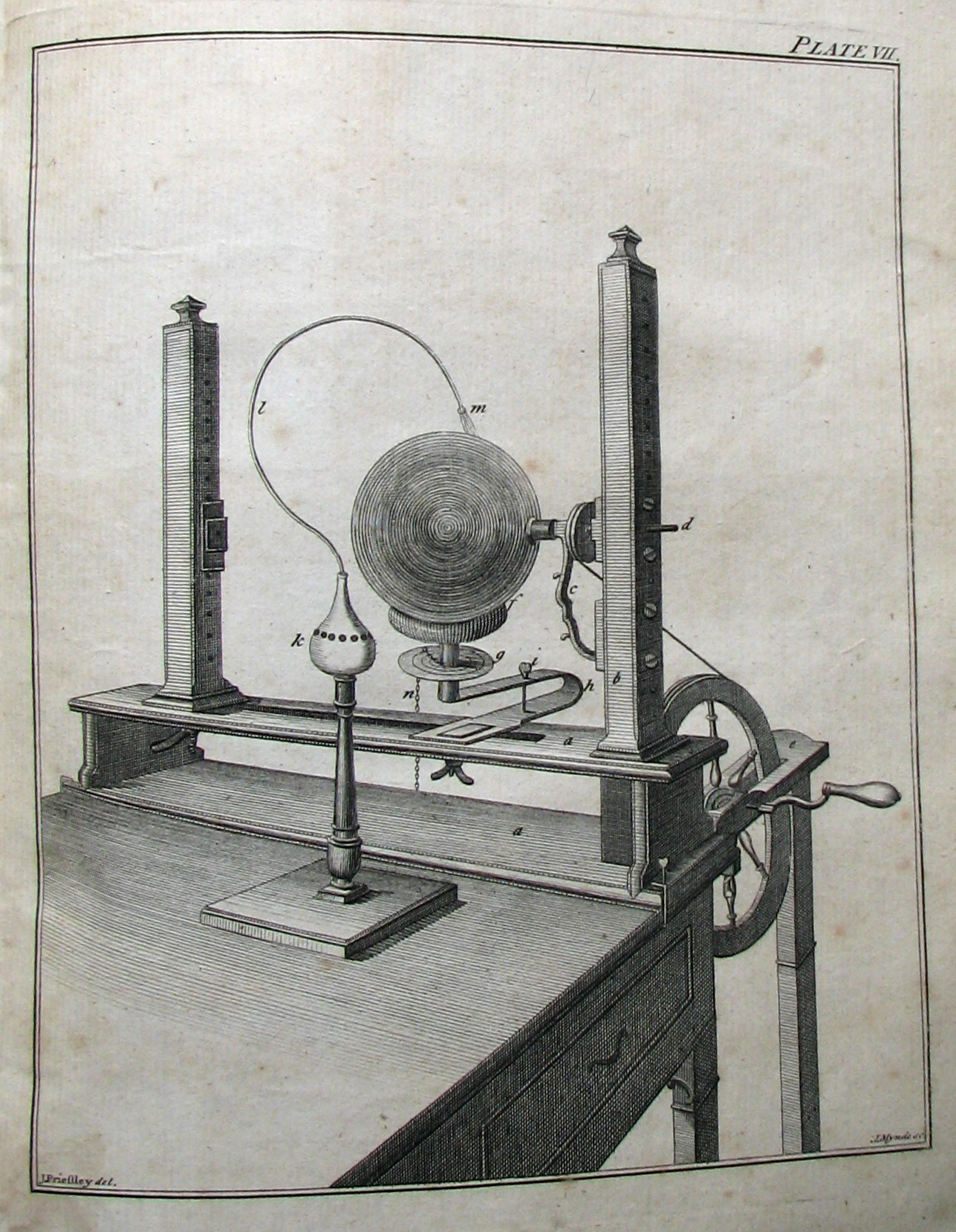
„Mașina electrică pentru experimentatori amatori” a lui Priestley, ilustrată în prima ediție a Familiar Introduction to the Study of Electricity (1768).

Atmosfera intelectuală stimulantă din Warrington, denumit în timpul secolului al XIII-lea și „Atena din nord”, a încurajat interesul crescând al lui Priestley în domeniul filozofiei naturale. El preda cursuri de anatomie și efectua experimente privitoare la temperatură împreună cu un alt profesor de la Warrington, anume cu prietenul său John Seddon. În ciuda orarului foarte încărcat pe care-l avea, Priestley s-a hotărât să scrie o lucrare despre istoria electricității. Prietenii săi i-au făcut cunoștință cu cei mai mari experimentatori din domeniu din Marea Britanie — John Canton, William Watson și Benjamin Franklin — care l-au încurajat pe Priestley să-și realizeze experimentele pe care voia să le includă în istoric. În procedeul de replicare a altor experimente, Priestley a fost intrigat de întrebările la care știința încă nu oferise răspunsuri și s-a îndreptat spre efectuarea de experiențe concepute de el însuși. (Fiind impresionați de diagramele și de manuscrisele sale referitoare la istoria electricității, Canton, Franklin, Watson și Richard Price l-au nominalizat pe Priestley pentru o bursă la Royal Society; în cele din urmă, el a fost acceptat în 1766).
În 1767, a fost publicată lucrarea de 700 de pagini numită The History and Present State of Electricity română Istoria și starea actuală a electricității, care a primit recenzii pozitive. Prima jumătate a textului este un istoric al studiului electricității până în anul 1766; a doua jumătate, mai influentă decât prima, reprezintă o descriere a teoriilor contemporane despre electricitate și sugestii pentru cercetări viitoare. În această a doua parte, Priestley mai raportează câteva dintre descoperirile sale, ca de exemplu conductivitatea cărbunelui și a altor substanțe chimice și continuumul dintre conductori și izolatori. Această descoperire a răsturnat „una dintre cele mai timpurii și universale maxime despre electricitate”, adică cea care spunea că numai apa și metalele pot conduce electricitatea. Acesta și alte experimente despre proprietățile electrice ale materialelor și despre efectele electrice ale transformării chimice au demonstrat interesul precoce și continuu al lui Priestley în legătură cu relațiile dintre substanțele chimice și electricitate. Bazat pe experimentele cu sferele încărcate, Pristley a fost primul care a propus faptul că forța electrică urmărește legea pătratului invers, similar cu legea atracției universale. Totuși, el nici nu a generalizat, nici nu a elaborat nimic pe această temă, legea generală fiind enunțată în anul 1780 de către Charles-Augustin de Coulomb.
Forța lui Priestley ca filozof al naturii a fost mai degrabă calitativă decât cantitativă, iar observațiile sale despre „un curent de aer real” dintre două puncte electrizate îi vor interesa, mai târziu, pe Michael Faraday și pe James Clerk Maxwell, care au făcut investigații despre electromagnetism. Lucrarea lui Priestley a devenit istoria standard a electricității pentru tot restul secolului; Alessandro Volta (care a inventat, mai târziu, bateria), William Herschel (care a descoperit radiațiile infraroșii) și Henry Cavendish (care a descoperit hidrogenul) s-au bazat, în invențiile lor, pe cartea lui Priestley. Priestley a scris o versiune populară a cărții History of Electricity pentru publicul general, intitulată A Familiar Introduction to the Study of Electricity (1768). Cartea a fost comercializată împreună cu fratele său Timothy, dar n-a avut un succes major.

## Leeds (1767–73)

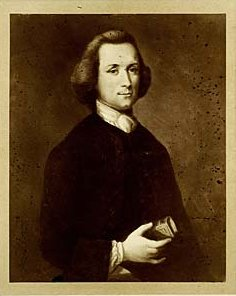
Primul portret cunoscut al lui Priestley, cunoscut ca „Portretul de la Leeds” (circa 1763); exceptând apartenența sa la Leeds Library Committee (Comitetul bibliotecii din Leeds), Priestley nu a activat în viața socială a orașului.

Probabil din cauza bolii soției sale Mary Priestley, a problemelor financiare ori din dorința de a dovedi ceva comunității care l-a respins în copilărie, Priestley s-a mutat cu familia sa de la Warrington la Leeds în 1767, unde el a devenit preot la capela Mill Hill. La Leeds s-au mai născut doi fii ai lui Priestley, anume Joseph junior, în ziua de 24 iulie 1768, și William, trei ani mai târziu. Theophilus Lindsey, rector la Catterick, Yorkshire, a devenit unul dintre noii săi prietenii, despre care acesta a scris: „Niciodată nu am ales să public ceva cu privire la teologie, fără să-l consult și pe el.” Deși numeroși membri ai familiei sale locuiau în împrejurimile orașului Leeds, se pare că Priestley nu a întreținut relații cu aceștia. Schofield a dedus că aceștia îl considerau ca eretic. În fiecare an, Priestley călătorea la Londra pentru a se consulta cu Joseph Johnson, prieten apropiat și editor, și pentru a participa la reuniunile Societății Regale.

### Pastor la Capela Mill Hill

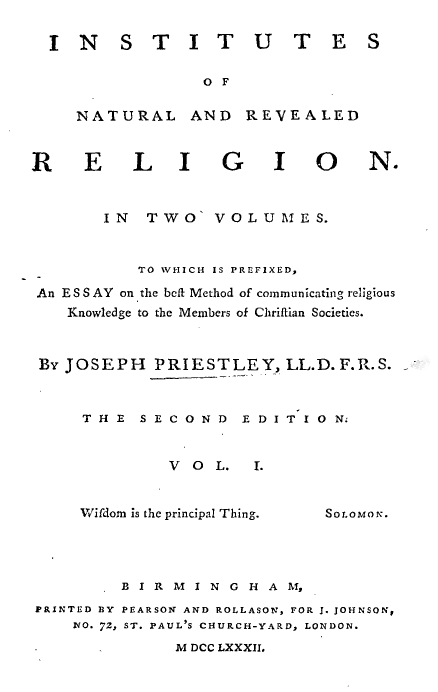
Priestley a lucrat la Institutes of Natural and Revealed Religion încă de când locuia în Daventry.

Când Priestley a devenit pastor, Capela Mill Hill era una dintre cele mai vechi și respectate congregații disidente din Anglia; totuși, în timpul secolului al XIII-lea, în congregație au apărut disensiuni legate de unele linii doctrinale, unii membri părăsind-o pentru carismatica mișcare metodistă. Priestley credea că prin educarea tinerilor el ar putea realiza consolidarea congregației.
În lucrarea sa magistrală în trei volume intitulată Institutes of Natural and Revealed Religion (1772–74) (în română Instituțiile religiei naturale și revelate), Priestley a subliniat teoriile sale referitoare la instruirea religioasă. Mai mult, acesta și-a recunoscut credința în socinianism. Doctrinele pe care acesta le-a explicat vor deveni standarde pentru unitarianiștii din Britania. Această lucrare a marcat o schimbare în viziunea teologică a lui Priestley și este esențială pentru înțelegerea scrierilor sale viitoare — ea a deschis calea pentru gândirea sa materialistă și necesitarianistă (credința că o ființă divină lucrează în conformitate cu legile metafizice necesare).
Argumentul major al lui Priestley din Institutes a fost acela că singurele adevăruri religioase revelate care pot fi acceptate sunt acele care se potrivesc cu propria experiență a lumii naturale. Deoarece opiniile sale religioase au fost profund legate de înțelegerea naturii, caracterul teistic al textului era cauzat de argumentul teleologic. Institutes a șocat și a îngrozit mulți cititori, în primul rând deoarece lucrarea contesta credințe fundamentale ale ortodoxismului creștin, ca de exemplu divinitatea lui Hristos și miracolului imaculatei concepții. Metodiștii din Leeds au scris un imn care îi cerea lui Dumnezeu ca „the Unitarian fiend expel / And chase his doctrine back to Hell.” (în română „Expulzează demonii unitarieni / Și gonește doctrina lor înapoi în iad”). Priestley dorea să reîntoarcă creștinismul la forma sa „pură” și „primitivă” prin eliminarea „corupțiilor” ce s-au acumulat de-a lungul secolelor. Al patrulea volum al lucrării Institutes, numită An History of the Corruptions of Christianity (în română O Istorie a Corupțiilor Creștinătății), era atât de lung încât Priestley a fost forțat în 1782 să-l publice separat. După aceea, Priestley a crezut că acest volum era „cea mai valoroasă” lucrare pe care a scris-o vreodată. Cerându-le cititorilor să aplice logica științelor emergente și istoria comparată la Biblie și creștinism, el i-a înstrăinat deopotrivă atât pe cititorii religioși cât și pe cei științifici — cititorii științifici nu apreciau să vadă știința folosită pentru apărarea religiei și cititorii religioși au respins aplicarea științei în religie.

### Polemist religios
Priestley s-a implicat în numeroase războaie pamfletare politice și religioase. În conformitate cu Schofield, „el a intrat în fiecare controversă cu convingere jovială că avea dreptate, deși cei mai mulți dintre adversarii săi erau convinși, de la bun început, că el greșea deliberat și intenționat. Astfel, el era capabil să pună ulterior în contrast caracterul său rezonabil și dulce cu ranchiuna lor personală.” Totuși, așa cum Schofield a subliniat, Priestley și-a modificat rareori opinia personală ca rezultat al acestor dezbateri. Iar la Leeds, el a scris pamflete controversate  privind Cina Domnului și doctrina calvinistă; mii de copii au fost publicate, pamfletele devenind unele dintre cele mai citite lucrări ale acestuia.
Priestley a înființat Theological Repository în 1768, aceasta fiind o revistă angajata în cercetarea deschisă și rațională a întrebărilor teologice. Deși promisese că va tipări orice contribuție, numai autori cu viziuni similare lui au trimis articole. Ca urmare, Priestley a fost obligat să scrie majoritatea conținutului revistei (acest material devenind baza pentru multe din lucrărilor sale teologice și metafizice ulterioare). După numai câțiva ani, din cauza lipsei de fonduri, el a fost obligat să întrerupă publicarea revistei. Priestley a reluat publicarea revistei în 1784, având rezultate similare.

### Apărător al disidenților și filozof politic

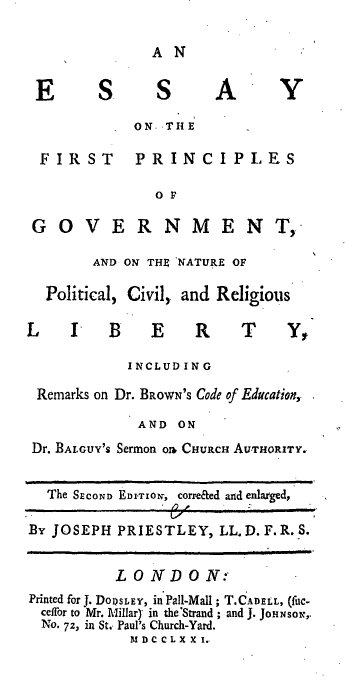
Essay on the First Principles of Government (1768) a influențat filozofii politici de la începutul secolului al XIX-lea, printre care se numără și Jeremy Bentham.

Multe din scrierile politice ale lui Priestley susțineau abrogarea Testelor și Actelor Corporației, ce limitau drepturile disidenților. Disidenții nu puteau deține o funcție politică, nu se puteau înrola în armată și nu puteau urma cursurile universităților de la Oxford sau Cambridge. Aceștia au semnat în mod repetat petiții adresate Parlamentului, cu scopul de a abroga Actele, argumentând faptul că ei erau tratați ca cetățeni de clasa a doua.
Prietenii lui Priestley, în special disidenți raționali, l-au îndemnat pe acesta să publice o lucrare cu privire la nedreptățile cu care se confruntau disidenții; rezultatul a fost lucrarea sa Essay on the First Principles of Government (1768). Fiind
Această lucrare este cea mai profundă abordare a acestui subiect de către Priestley și, deși era o lucrare timpurie despre teoria politică liberală modernă, aceasta făcea cu mare precizie distincția între drepturile politice și drepturile civile și argumenta pentru lărgirea drepturilor civile. Identificarea acestei distincții dintre sferele privată și publică l-a făcut să susțină ideea că guvernul nu poate avea controlul decât a sferei publice. Educația și religia, în particular, mai susținea acesta, sunt chestiuni de conștiință privată și nu trebuiau administrate de către stat. Radicalismul târziu al lui Priestley a apărut din convingerea sa că guvernul britanic încălca aceste libertăți individuale.
De asemenea, Priestley a apărat drepturile disidenților împotriva atacurilor lui William Blackstone, un eminent teoretician juridic, a cărui lucrare Commentaries on the Laws of England (1765–69) devenise ghidul juridic legal de atunci. Cartea lui Blackstone afirma ideea că disidența de la Biserica Engleză era o crimă, iar disidenții nu puteau fi subiecți loiali. Furios, Priestley a răspuns provocării prin lucrarea Remarks on Dr. Blackstone's Commentaries (1769) în care corecta, pe lângă interpretările făcute legilor de către Blackstone, și gramatica sa (un subiect foarte politizat la acel moment) și aspecte istorice. Astfel mustrat, Blackstone și-a modificat edițiile ulterioare ale lucrării: a reformulat pasajele incriminate, a înlăturat secțiunile care susțineau că disidenții nu puteau fi subiecți loiali dar a reținut descrierea disidenței ca o crimă.

### Filozof naturalist: electricitate,Opticsși apă carbonatată
Deși Priestley susținea că filosofia naturală era doar un hobby, el a luat această materie în serios. În History of Electricity, el i-a descris pe oamenii de știință ca fiind cei care promovau „securitatea și fericirea omenirii.” Știința lui Priestley a fost eminamente practică, rareori punându-și întrebări teoretice; modelul său a fost Benjamin Franklin. După ce s-a mutat la Leeds, Priestley și-a continuat experimentele electrice și chimice (acestea din urmă fiind favorizate de aprovizionarea constantă cu dioxid de carbon de la o fabrică de bere din vecinătate). Între anii 1767 și 1770, acesta a prezentat Societății Regale cinci comunicări ale experimentelor efectuate mai devreme; primele patru studiau corona și alte fenomene referitoare la descărcarea electrică, în timp ce a cincea se raporta la conductivitatea cărbunilor din diferite surse. Munca sa experimentală ulterioară s-a concentrat în domeniul chimiei și pneumaticii.
Priestley a publicat în 1772 primul volum din The History and Present State of Discoveries Relating to Vision, Light and Colours (menționată și ca Optics), un proiect despre istoria filozofiei experimentale. El a acordat o mare atenție istoriei opticii și a prezentat excelente explicații privind primele experimente optice, însă deficiențele sale din domeniul matematicii l-au făcut să respingă câteva teorii contemporane foarte importante. În plus, acestă lucrare nu includea secțiuni practice, secțiuni care făcuseră History of Electricity atât de folositoare în practica filosofiei naturale. Spre deosebire de renumita History of Electricity, noua carte nu a fost atât de populară și nu a fost publicată decât într-o unică ediție, deși a fost singura carte englezească publicată în acest domeniu din ultimii 150 de ani. Lucrarea scrisă în grabă a avut vânzări foarte mici; costurile cercetării, redactării și publicării lucrării Optics l-au convins pe Priestley să abandoneze proiectul istoriei filozofiei experimentale.
Priestley a fost propus pentru poziția de astronom în a doua călătorie a lui James Cook în Marea Sudului însă nu a fost ales. Cu toate acestea, Priestley a avut o mică contribuție la această călătorie oferind echipajului o metodă de a face apă carbonatată care, credea el în mod eronat, ar fi putut fi un leac pentru scorbut. Mai târziu, el a publicat un pamflet intitulat Directions for Impregnating Water with Fixed Air (1772). Priestley nu a exploatat potențialul comercial al apei carbonatate spre deosebire de alții, precum Johann Jacob Schweppe, care au făcut avere din aceasta. În 1773, Royal Society a recunoscut realizările lui Priestley din domeniul filozofiei naturale și i-a acordat Medalia Copley.
În 1767, în lucrarea Istoria și statutul prezent al electricității⁠(d) (The History and Present State of Electricity), pe care scris-o după întâlnirea cu Benjamin Franklin la Londra, descrie celebrul experiment cu zmeul⁠(d) prin care Franklin a demonstrat că fulgerul  este un fenomen electric și emite ideea că forțele electrice sunt invers proporționale cu pătratul distanței (ca și forțele gravitaționale).
Tot în această lucrare, dă o explicație originală inelelor formate în jurul unei piese metalice în timpul unei descărcări electrice (inelele lui Priestley).
Prietenii lui Priestley doreau să-i găsească acestuia o poziție financiară mai bună. În 1772, la sugestia lui Richard Price și a lui Benjamin Franklin, Lordul de Shelburne i-a scris lui Priestley cerându-i să se ocupe de educația copiilor săi și, în același timp, să fie asistentul său general. Deși a ezitat să-și sacrifice postul de preot, Priestley a acceptat în final propunerea, demisionând de la Mill Hill pe data de 20 decembrie 1772 și predicând ultima oară la 16 mai 1773.

## Calne (1773–80)

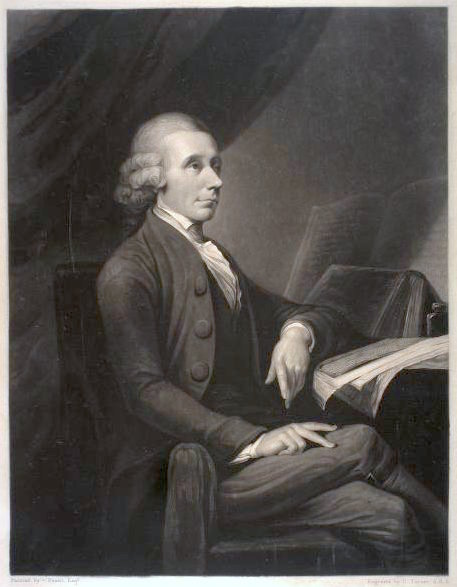
Gravură de Charles Turner (1836) reprezentându-l pe Priestley, după un portret comandat pictorului Henry Fuseli (c. 1783) de către editorul și prietenul său apropiat Joseph Johnson

În 1773, familia Priestley s-au mutat la Calne, iar un an mai târziu Lordul de Shelburne a făcut un tur al Europei împreună cu Priestley. În conformitate cu zisele prietenului său apropiat Theophilus Lindsey, Priestley a fost „foarte schimbat de această observare a omenirii la scară mare”. La întoarcere, Priestley și-a îndeplinit obligațiile sale de bibliotecar și tutore. Volumul său de lucru era redus în mod intenționat, permițându-i acestuia să-și continue investigațiile științifice și teologice. De asemenea, Priestley a devenit și consilierul politic al lordului Shelburne, colectând informații cu privire la problemele parlamentului și servind ca o legătură dintre Shelburne și interesele disidente și americane. Al treilea fiu al lui Priestley s-a născut pe data de 24 mai 1777 și a fost numit Henry, după dorința lordului.

### Filozof materialist

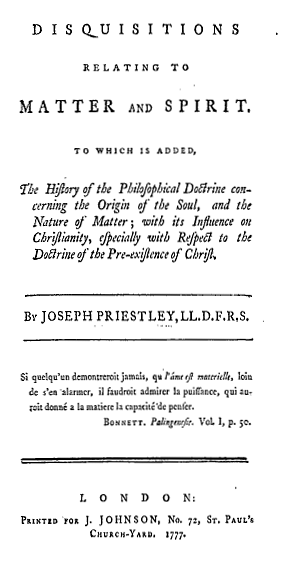
În 1782, fuseseră publicate cel puțin o duzină de contestații ostile lucrării Disquisitions relating to Matter and Spirit iar Priestley fusese catalogat drept ateu.

În timpul șederii sale la Lordul Shelburne, Priestley a scris cea mai importantă lucrare filozofică a sa. Într-o serie majoră de texte metafizice publicate între 1774 și 1780 —An Examination of Dr. Reid's Inquiry into the Human Mind (1774), Hartley's Theory of the Human Mind on the Principle of the Association of Ideas (1775), Disquisitions relating to Matter and Spirit (1777), The Doctrine of Philosophical Necessity Illustrated (1777), and Letters to a Philosophical Unbeliever (1780)— el susținea o filozofie care incorpora patru concepte:  determinism, materialism, cauzalitate și necesitarianism. Prin studierea lumii naturale, susținea acesta, lumea va învăța cum să devină miloasă, mai fericită și mai prosperă.
Priestley a sugerat cu tărie că nu există dualismul minte-corp, punând urmele unei filozofii materialiste în aceste lucrări; astfel, una dintre ele s-a format pe principiul că totul din univers este format dintr-o materie pe care noi o putem înțelege. De asemenea, el a susținut că tratarea sufletului este imposibilă deoarece acesta este făcut dintr-o substanță divină, iar omenirea nu poate înțelege divinul. În ciuda separației sale între divin și mortal, poziția sa a șocat și înfuriat mulți dintre cititori, care credeau că o astfel de dualitate este necesară pentru ca sufletul să existe.
Asemeni lucrărilor Système de la Nature (1770) a Baronului d'Holbach, Dialogues Concerning Natural Religion (1779) a lui David Hume, precum și a altor lucrări ale filozofilor francezi, Priestley a afirmat că materialismul și determinismul  pot fi reconciliate cu credința în Dumnezeu. El i-a criticat pe cei a căror credință a fost formată  prin cărți și purtare, făcând o analogie dintre scepticismul oamenilor educați și credulitatea restului.
Afirmând că oamenii nu au liber arbitru, Priestley a susținut că ceea ce el a numit „necesitate filozofică” (înrudită cu determinismul absolut) se află în armonie cu Creștinismul, o poziție bazată pe înțelegerea sa a lumii naturale. Ca și restul naturii, mintea omului este supusă legii cauzalității, susținea Priestley, dar din cauza faptului că un Dumnezeu binevoitor a creat aceste legi, lumea și oamenii se vor perfecționa în cele din urmă. Prin urmare, răul este doar o înțelegere defectuoasă a lumii.
Deși munca lui Priestley din domeniul filozofic a fost caracterizată drept „îndrăzneață și originală”, el se împărtășește tradițiilor filozofice mai vechi asupra problemei liberului arbitru, determinismului și materialismului. De exemplu, filozoful Baruch Spinoza din secolul al XVII-lea a susținut determinismul absolut și materialismul absolut. Ca și Spinoza  și Priestley,
Leibniz a susținut că voința oamenilor a fost determinată în întregime de legi naturale; 
totuși, spre deosebire de el, Leibniz credea în existența unui „univers paralel” al obiectelor imateriale (sufletul uman, de exemplu) astfel aranjat de Dumnezeu că efectele sale se potrivesc exact cu cele  din universul material.
Leibniz
și Priestley
împărtășesc viziunea optimistă a unui Dumnezeu care a ales lanțul evenimentelor binevoitor; totuși, Priestley a crezut că evenimentele au condus la un glorioasă concluzie milenaristă, în timp ce pentru Leibniz, întregul lanț al evenimentelor a fost optim în și prin sine, în comparație cu alte lanțuri ale evenimentelor posibile.

### Fondatorul unitarianismului
Când prietenul lui Priestley, Theophilus Lindsey, a decis să fondeze o nouă confesiune creștină care nu ar limita credința membrilor, Priestley și alții s-au grăbit să-l ajute. Pe data de 17 aprilie 1774, Lindsey a organizat prima celebrare unitariană din Marea Britanice, la noua Essex Street Chapel din Londra; el și-a planificat și prima liturghie, despre care mulți au fost foarte critici. Priestley și-a susținut prietenul în pamfletul Letter to a Layman, on the Subject of the Rev. Mr. Lindsey's Proposal for a Reformed English Church (1774), afirmând că doar forma de cult a fost modificată, ci nu fondul său și atacându-i pe ce care se conformau religiei doar ca să fie la modă. Priestley a venit la biserica lui Lindsey în mod regulat în anii 1770 și, ocazional, a și predicat aici. El a continuat să suporte unitarianismul instituționalizat pentru restul vieții sale, scriind câteva Defenses și susținând fondarea unor noi capele unitariene în întreaga Britanie și chiar și în Statele Unite.

### Experimente și observații pe diferite tipuri de aer

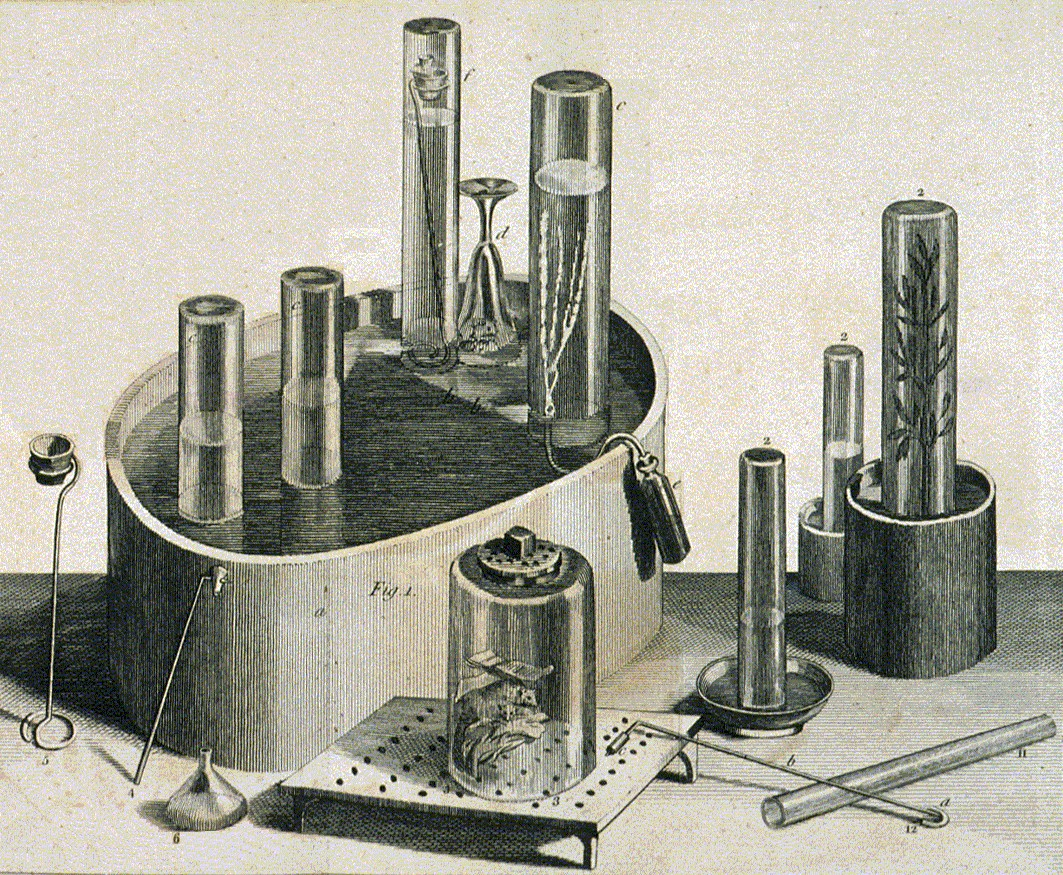
Echipamentul folosit de către Priestley în timpul experimentelor sale pe gaze

Anii lui Priestley trăiți în Calne au fost singurii din viața sa în care au dominat investigațiile științifice; aceștia au fost și cei mai avantajoși din punct de vedere științific. Experimentele sale au fost aproape în întregire limitate la studiul așa-numitelor „aere” și în afară de acestea, a fost publicată cel mai important text științific al său: cartea de șase volume intitulată Experiments and Observations on Different Kinds of Air (1774–86). Aceste experimente au ajutat la distrugerea teoriei celor patru elemente, pe care Priestley a înlocuit-o cu propria sa viziune a teoriei flogisticului. În conformitate cu aceea teorie din secolul al XVIII-lea, combustia sau oxidarea unei substanțe corespunde cu eliberarea unei substanțe materiale numite flogistic.
Munca lui Priestley de la „aere” nu este ușor de clasificat. Cum scria și istoricul științific Simon Schaffer, ea „era văzută ca o ramură a fizicii, chimiei sau a filozofiei naturale, sau a altor variante idiosincratice a propriilor invenții ale lui Priestley.”  În plus, volumele au fost o întreprindere politică și științifică pentru Priestley, în care acesta a argumentat că știința poate distruge „autoritățile nejustificate și uzurpate” și că guvernul are „motiv să tremure chiar și în fața unei pompe de aer sau a unei mașini electrice.” 
Primul volum din Experiments and Observations on Different Kinds of Air a subliniat câteva descoperiri noi: „nitrous air” (Monoxid de azot, NO); „vapor of spirit of salt”, mai târziu redenumit „acid air” sau „marine acid air” (acid clorhidric anhidru, HCl); „alkaline air” (amoniac, NH3); „diminished” sau „dephlogisticated nitrous air” (Protoxid de azot, N2O); și, cel mai faimos, „dephlogisticated air” (oxigen, O2) precum și rezultatele experimentale care au dus, în cele din urmă, la descoperirea fotosintezei. De asemenea, Priestley a dezvoltat un „nitrous air test” pentru a determina „goodness of air”. Folosind o pompă de aer, el va mixa „nitrous air” cu un eșantion de test, pe un substrat de apă sau a mercur și va măsura scăderea în volum a gazului-principiul eudiometrului. După o mică istorie al studiului „aerelor”, el a explicat propriile experimente într-un mod deschis și sincer. Așa cum scris și un biograf timpuriu, „orice știe sau crede, el spunea: îndoielile, nedumeririle și greșelile sunt stabilite cu ce mai proaspătă sinceritate.” De asemenea, Priestley și-a descris aparatul său pentru experimente, ieftin și ușor de asamblat; prin urmare, colegii săi au crezut că ei vor putea reproduce cu ușurință experimentele sale. Confruntându-se cu rezultate experimentale inconsecvente, Priestley s-a ocupat de teoria flogisticului. Însă, aceasta l-a ajutat să ajungă la concluzia că există doar trei tipuri de „aere”: fixe, alcaline și acide. Priestley a revocat chimia înfloritoare a zilelor sale. În schimb, el s-a concentrat pe gaze și pe „schimbările în proprietățile lor sensibile”, după cum au făcut și alți filozofi naturali de dinaintea sa. El a izolat monoxidul de carbon (CO), dar aparent nu a realizat că acesta era un „aer” separat.

#### Descoperirea oxigenului

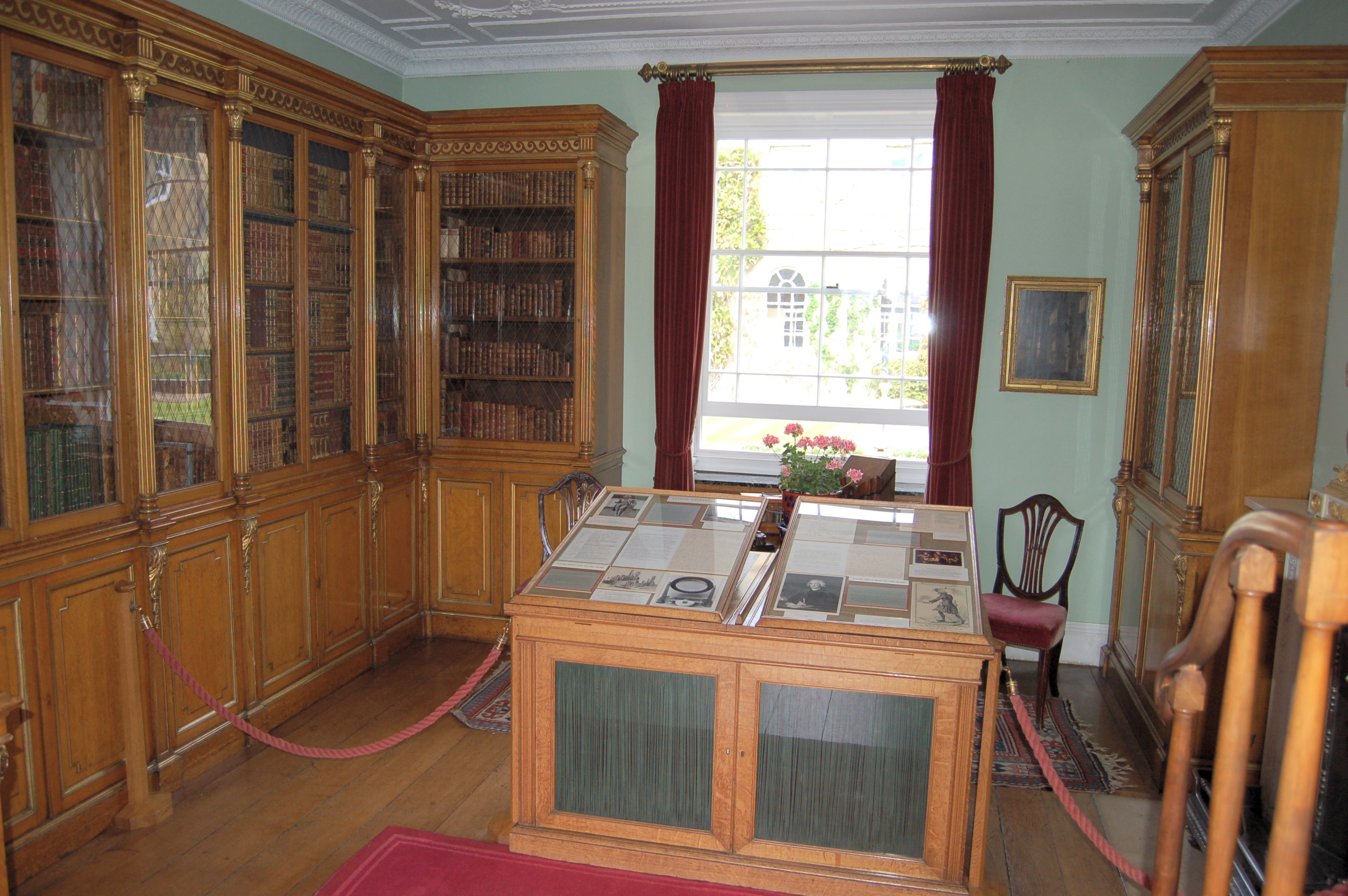
Laboratorul unde Priestley a descoperit oxigenul din Bowood House.

În luna august a anului 1774, Priestley a izolat un „air” care părea să fie complet nou, dar el nu avea posibilitatea de a urmări materia deoarece era pe cale de a pleca în Europa cu Shelburne. Totuși, în timp ce ei erau la Paris, Priestley a reușit să refacă experimentul și altora, printre care se număra și chimistul francez Antoine Lavoisier. După reîntoarcerea sa în Marea Britanie în ianuarie 1775, el a continuat experimentele și a descoperit gazul denumit „vitriolic acid air” (astăzi, dioxid de sulf, SO2).
În martie, el a scris câtorva persoane despre nou „aer” pe care l-a descoperit în august. Una dintre aceste scrisori a fost citită Societății Regale, iar schița în care se sublinia descoperirea, intitulată „An Account of further Discoveries in Air”, a fost publicată în revista Societății numită Philosophical Transactions. Priestley a denumit noua substanță „dephlogisticated air” (aer deflogisticat), pe care a făcut-o prin faimosul experiment de încălzire a oxidului mercuric sub razele soarelui. În primul rând, el a testat-o pe șoareci, fiind surprins de supraviețuirea acestora un timp îndelungat, iar apoi pe el însuși, scriind apoi că aerul nou fost „de cinci sau șase ori mai bun decât aerul comun având în vedere respirația, inflamați și, cred eu, orice altă utilizare a aerul atmosferic comun.”  El a descoperit oxigenul gazos (O2).

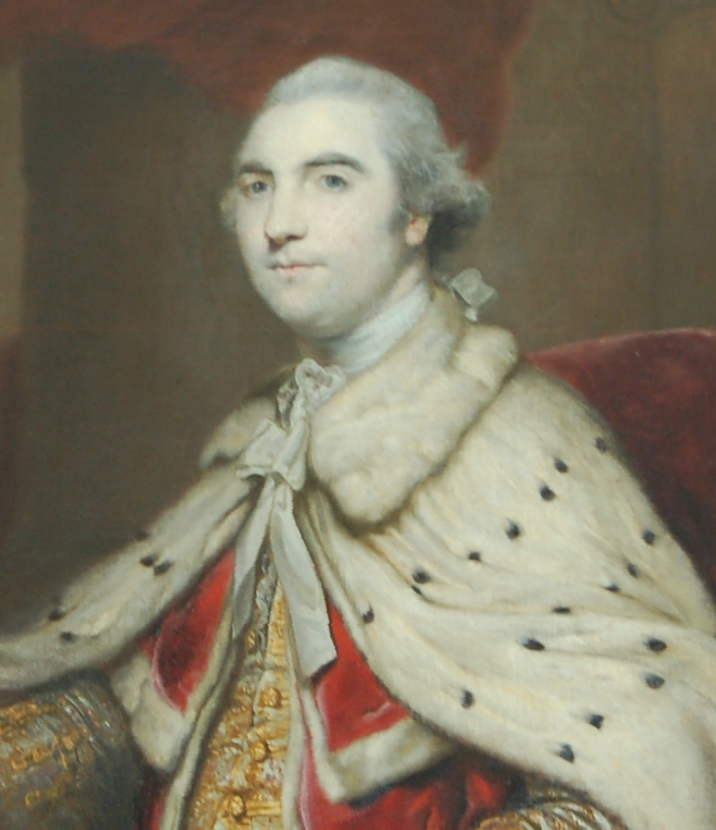
William Petty a construit un laborator pentru Priestley la Bowood House.

Priestley a adunat schița sa referitoare la oxigen și alte schițe într-un al doilea volum al Experiments and Observations on Air, pe care l-a publicat în 1776. El nu a evidențiat descoperirea „aerului deflogistica” (lăsând-o pentru volumul al III-lea), dar în schimb a susținut, în prefața volumului, cât de importante sunt aceste descoperiri pentru religia rațională. În schița sale, descoperirile le-a povestit cronologic, explicând lungile sale întârzieri dintre experimente și nedumeririle sale de la început; astfel, este greu de determinat exact când Priestley „a descoperit” oxigenul. Pur și simplu datarea schițelor ar fi fost de ajutor, deoarece Lavoisier și farmacistul suedez Carl Wilhelm Scheele aveau șanse puternice de a descoperi oxigenul, astfel Scheelle a fost primul care a izolat gazul (dar și-a publicat rezultatele după Priestley) și Lavoisier a fost primul care a descris gazul ca „aer purificat în întregime și fără modificări”. Aceasta a fost prima descriere a oxigenului fără luarea în considerare a teoriei flogisticului.
În „Observations on Respiration and the Use of the Blood”, Priestley a fost primul care a sugerat o conexiune dintre sânge și aer, deși s-a folosit în ea și de teoria flogisticului. Cum era tipic pentru sine, Priestley a introdus o prefață cu istoricul studiului respirației. Un an mai târziu, cu siguranță influențat de către Priestley, și Lavoisier a discutat despre respirație la Académie des sciences. Munca lui Lavoisier a început drumul lung de descoperiri care au produs schițe diverse referitoare la respirația oxigenului și care au culminat în răsturnarea teoriei flogisticului și în stabilirea chimiei moderne.
Prin anul 1779, Priestley și Shelburne au avut o neînțelegere, motivul precis al acesteia rămânând neclar. Shelburne a criticat starea de sănătate a lui Priestley, în timp ce Priestley afirmă că Shelburne nu mai are ce discuta cu el. Câțiva contemporani au speculat că sinceritatea lui Priestley a afectat cariera politică a lui Shelburne. Însă, Priestley susținea că motivul cel mai rezonabil era căsătoria lui Shelburne cu Louisa Fitzpatrick -aparent, ea nu-i prea plăcea pe membrii familiei lui Priestley. Deși Priestley a luat în considerare ideea mutării în America, el a acceptat în cele din urmă oferta de a fi preot la Birmingham New Meeting.

## Birmingham (1780–91)
În 1780, membrii familiei Priestley s-au mutat la Birmingham, unde au trăit un deceniu în fericire pe lângă prieteni, până când au fost obligați să plece în 1791 de venirea unei răscoale de natură religioasă. Priestley a acceptat poziția preotească de la New Meeting cu condiția ca el să predice și să învețe numai sâmbăta, astfel el va avea destul timp pentru scrierile sale și pentru experimentele științifice. Ca și în Leeds, Priestley a stabilit clase pentru tinerii de la parohi sa și din 1781, el învăța aproximativ 150 de studenți. Deoarece salariul său de preot la New Meeting era doar de 100 de guinee pe an, prietenii și clienții lui Priestley au donat bani și bunuri pentru a-l ajuta să-și continuie investigațiile.

### Revoluția chimică
Mulți dintre prietenii pe care Priestley și i-a făcut în Birmingham au fost membrii la Lunar Society, un grup de producători, inventatori și filozofi naturali care se întâlneau lunar pentru a discuta munca lor. Nucleul grupului era compus din persoane ca producătorul Matthew Boulton, chimistul și geologul James Keir, inventatorul și inginerul James Watt și botanistul, chimistul și geologul William Withering. Priestley a fost întrebat dacă vrea să facă parte din această societate unică și a contribuit mult la munca membrilor săi. Ca un rezultat al mediului intelectual stimulant, el a publicat câteva lucrări științifice importante, printre care și „Experiments relating to Phlogiston, and the seeming Conversion of Water into Air” (1783). Prima parte a sa încerca să respingă munca lui Lavoisier în domeniul oxigenului; a doua parte descria cum aburii sunt „convertiți” în aer. După câteva variații ale experimentului, folosind substanțe diferite ca combustibil și diferite aparate pentru colectare (care produceau rezultate diferite), el a concluzionat că aerul poate trece prin mai multe substanțe decât credea el la început. Concluzia aceasta a fost „contrară cu toate principiile hidrostaticii cunoscute”. Această descoperire, împreună cu munca sa timpurie, a fost recunoscută mai târziu sub denumirea de difuzie gazoasă care, în cele din urmă, i-a ajutat pe John Dalton și pe Thomas Graham să formuleze Teoria cinetică a gazelor.

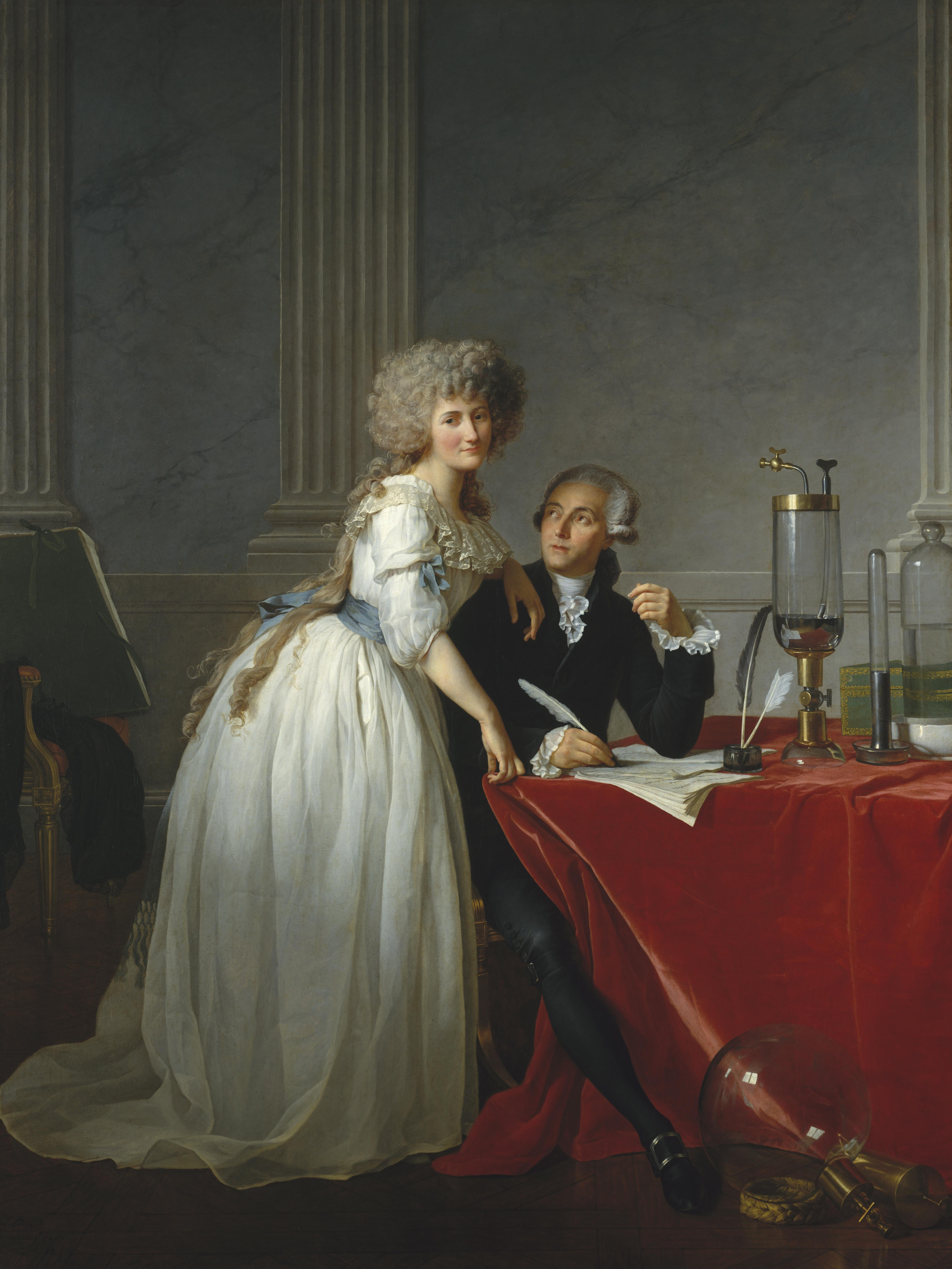
Antoine Lavoisier și soția sa de către Jacques-Louis David

În 1777, Antoine Lavoisier și-a publicat lucrarea Réflexions sur le phlogistique pour servir de suite à la théorie de la combustion et de la calcination, fiind astfel prima dintr-o serie de lucrări ce se aflau în ofensivă cu teoria flogisticului; el a fost împotriva acestor ofensive când Priestley i-a răspuns în 1783. Cu toate că a fost de acord cu o parte din teoria lui Lavoisier, Priestley a fost nepregătit să accepte și revoluțiile majore propuse de Lavoisier: răsturnarea flogisticului, conceptualizarea elementelor și a substanțelor chimice și crearea unei noi nomenclaturi chimice. Experimentele originale ale lui Priestley despre „aerul deflogisticat”, combustie și apă l-a ajutat pe Lavoisier cu datele de care avea nevoie pentru a construi mare parte a sistemului său; Priestley nu a acceptat noua teoria a lui Lavoisier niciodată și a continuat să creadă în teoria flogisticului pentru tot restul vieții sale. Sistemul lui Lavoisier era bazat pe conceptul cantitativ cum că masa este mai degrabă creată decât distrusă în reacții chimice (cu alte cuvinte, conservarea masei). Prin contrast, Priestley a preferat să observe schimbările calitative de căldură, culoare și, în special, de volum. Experimentele sale au testat „aerele” și „solubilitatea lor în apă, puterea lor de susținere sau de stingere a unei flăcări, indiferent dacă ele erau sau nu respirabile, cum se purtau cu aerele acide și alcaline sau cu oxidul nitric și aerul inflamabil, și, la urmă, cum acestea erau afectate de o scânteie electrică.” 
Din 1789, când Lavoisier și-a publicat Traité Élémentaire de Chimie și a fondat Annales de Chimie, deja se putea vorbi de o nouă chimie. Priestley a mai publicat alte câteva lucrări științifice în Birmingham, majoritatea dintre ele încercând să-l infirme pe Lavoisier. În plus, el și alți membrii de la Lunar Society susțineau faptul că sistemul francez nou era un complex inutil prea scump și prea greu de testat. Priestley in particular rejected its „establishment” aura. Într-un sfârșit, viziunea lui Lavoisier devine triumfătoare: chimia sa a introdus multe dintre principiile pe care chimia modernă s-a format.
Refuzul lui Priestley de a accepta „noua chimie” a lui Lavoisier — ca de exemplu refuzul de accepta legea conservării masei - și determinarea sa de a crede într-o teorie mai puțin satisfăcătoarea a lăsat perplex mulți savanți. Schofield a explicat astfel: „Priestley nu a fost niciodată un chimist; într-un sens modern sau chiar Lavoisian, el nu a fost niciodată nici măcar om de știință. El a fost un filozof natural, interesat de economia naturii și obsedat de o idee a unității, în teologie și în natură.”  Istoricul de știință John McEvoy este în mare parte de acord cu Schofield, scriind că viziunea lui Priestley cum că natura se află în coexistență cu Dumnezeu, care l-a încurajat să se axeze mai mult pe fapte decât pe ipoteze și teorii, l-a determinat să respingă sistemul lui Lavoisier. McEvory mai susține că „Opoziția izolată și singură a lui Priestley față de teoria oxigenului a fost o măsură a preocupării sale pasionate față de principiile libertății intelectuale, egalității epistemice și a cererii critice.”  Priestley însuși pretindea în ultimul volum al Experiments and Observations că cele mai valoroase lucrări ale sale au fost cele teologice deoarece acestea erau „superioare prin demnitate și importanță”.

### Apărător al disidenților englezi și al revoluționarilor francezi

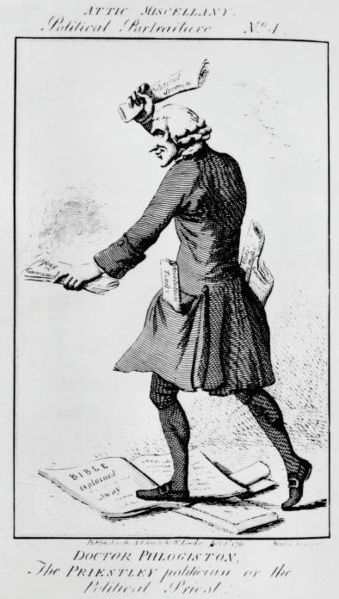
DOCTOR PHLOGISTON,
The PRIESTLEY politician or the Political Priest ----
Acest panou anti-Priestley îi arăta pe acesta călcând Bilbia și arzând documentele ce reprezentau libertatea englezească. „Essays on Matter and Spirit”, „Gunpowder” și „Revolution Toasts” ieșeau din buzunarele sale.

În ciuda faptelor că Priestley a fost ocupat apărând teoria flogisticului de către „noii chimiști”, tot ce acesta a publicat în Birmingham a fost de natură teologică. În 1782, el a publicat al patrulea volum din Institutes, intitulat An History of the Corruptions of Christianity, în care este descris faptul că el credea că învățătura Bisericii Creștine timpurii a „corupt” sau a deformat. Schofield a descris lucrarea ca „derivată, dezorganizată, prolixă, repetitivă, detaliată, exhaustivă și argumentată în mod devastator”. Textul abordează diferite subiecte, ce variază de la divinitatea lui Hristos și până la Cina cea de Taină. Cartea următoare a lui Priestley, publicată în 1786, era intitulată în mod provocator An History of Early Opinions concerning Jesus Christ, compiled from Original Writers, proving that the Christian Church was at first Unitarian. Mai târziu, Thomas Jefferson va scrie despre efectul profund pe care l-au avut aceste două cărți asupra sa: „Am citit carțile sa Corruptions of Christianity și Early Opinions of Jesus, în repetate rânduri; și mă bazez pe ele ...cum mă bazez pe credința mea. Aceste scrieri nu au fost niciodată răspunse.”  Deși câțiva cititori ca Jefferson și alți disidenți raționali au fost de acord cu munca sa, el a fost aspru recenzat datorită poziției sale teologice extreme și în special datorită refuzului credinței în Sfânta Treime.
În 1785, în timp ce Priestley a fost ocupat cu un pamflet despre Corruptions, el a publicat The Importance and Extent of Free Enquiry, susținând că Reforma Protestantă nu a reformat în întregime biserica. În cuvintele care ar fierbe într-o dezbatere națională, el și-a provocat cititorii să adopte schimbarea:

Prin urmare, să nu ne lăsăm descurajați, deși, pentru prezent, n-ar trebui să vedem un număr mare de biserici declarate unitariene ...Noi suntem, ca să zicem așa, stabilitorii prafului de pușcă, bob cu bob, sub clădirea veche a erorii și a superstiției, pe care o singură scânteie o poate aprinde, astfel încât să producă o explozie instantanee; în consecință a ceea ce construiește, ridicarea a ceea ce a fost munca anilor poate fi răsturnată într-un moment, atât de tare încât fundația în sine nu va mai putea fi reconstruită niciodată ....

Deși descurajat de prieteni din cauza folosirii limbajului inflamator, Priestley a refuzat să se dea înapoi de la opiniile sale de sub tipar și l-a pus la socoteală, catalogându-se la infinit drept „Gunpowder Joe”. După publicația acestei chemări aparente la revoluție din mijlocul Revoluției Franceze, pamfletarii și-au intensificat lupta împotriva lui Priestley iar el și biserica sa au fost chiar amenințați cu acțiuni juridice.

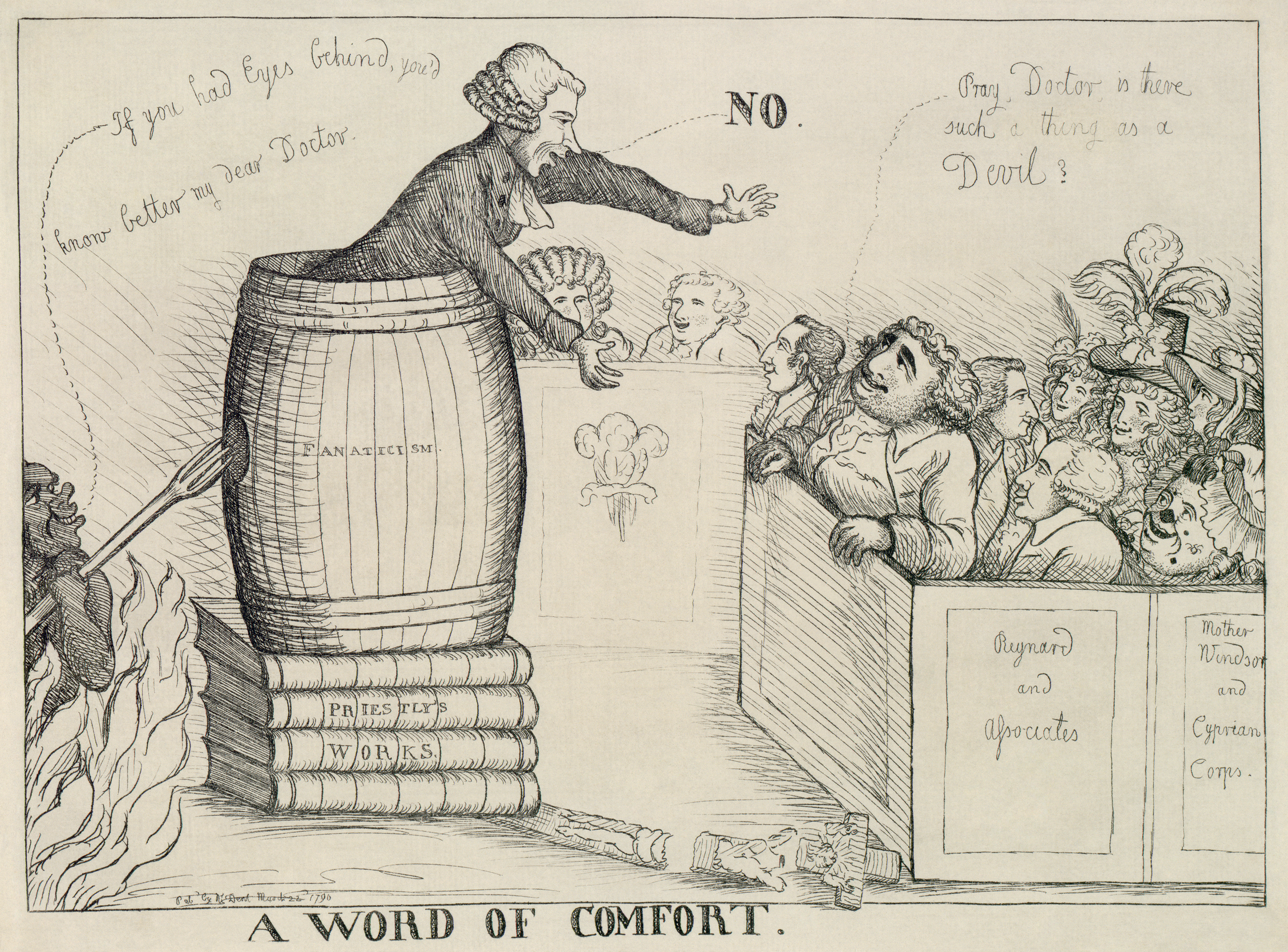
„A Word of Comfort” de William Dent (datată 22 martie 1790). Priestley, predicând în fața lui Charles James Fox care întreba „Mă închin, Doctore, există o asemenea ființă ca un diavol?”, la care Priestley răspunde „Nu”, în timp ce diavolul se pregătește să-l atace de la spate.

În anii 1787, 1789 și 1790, disidenții au încercat din nou să abroge Testele și Actele Corporației. Deși la început se părea că ei ar reuși, din 1790, cu frica unei revoluții ce părea că se ivește din Parlament, puțini au fost influențați de chemarea la revoluția pentru drepturile egale. Pancartele politice, unele dintre cele mai eficace și populare forme de mass-media de la aceea vreme, i-au distrus pe disidenți și pe Priestley. În Parlament, William Pitt și Edmund Burke nu au susținut abrogarea, această faptă fiind o trădare care i-a înfuriat pe Priestley și pe prietenii săi, care așteptau sprijinul celor doi. Priestley a scris o serie de Scrisori către William Pitt și de Scrisori către Burke încercând astfel să-i facă să se răzgândească, dar aceste publicații mai mult au ridicat populația împotriva sa.
Disidenții ca Priestley care au sprijinit Revoluția Franceză au intrat sub suspiciunea crescândă și sub scepticism cu privire la creșterea revoluției. În propaganda sa împotriva „radicalilor”, administrația lui Pitt a folosit declarația „prafului de pușcă” pentru a susține că Priestley și alți disidenți doreau să răstoarne guvernul. Burke, în lucrarea sa faimoasă Reflections on the Revolution in France (1790), i-a legat pe filozofii naturali și în special pe Priestley de revoluționarii francezi, scriind că radicalii care au suportat știința în Marea Britanie „au considerat oamenii din experimentele lor cu nu mai mult decât fac șoarecii într-o pompă de aer”. De asemenea, Burke a asociat principiile republicane cu alchimia și aerul imaterial, batjocorind activitatea științifică a lui Priestley și a altor chimiști francezi. El a făcut mai mult în lucrările sale următoare, anume despre conexiunile dintre „Gunpowder Joe”, știință și Antoine Lavoisier-care a îmbunătățit praful de pușcă pentru francezi în războiul împotriva Marii Britanii. Paradoxal, fiind un politician laic, Burke a fost contrar științei și a susținut că religia ar trebui să fie baza societății civile, în timp Priestley, un preot disident, a susținut că religia nu poate furniza baza societății civile și ar trebui să fie limitată la viața privată a fiecăruia.

### Revoluțiile din Birmingham din 1791
Vezi și: Revoluțiile lui Priestley;

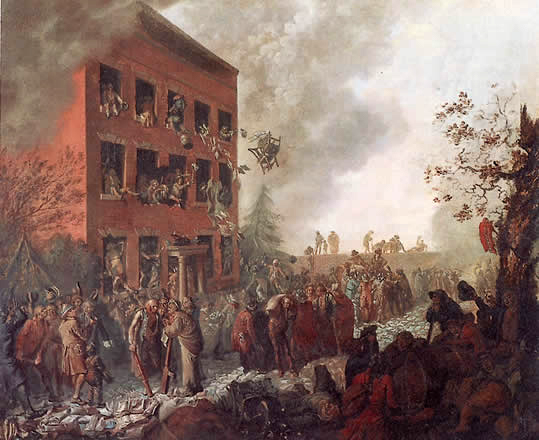
Atacul casei lui Priestley's din Fairhill, Sparkbrook, Birmingham

Dușmănia care a fost construită între disidenți și suporterii revoluționarilor americani și francezi a dispărut în luna iulie a anului 17911. Priestley și alți disidenți au plănuit să aibă o cină comemorativă pentru aniversarea Căderii Bastiliei, o acțiune provocatoare într-o țară în care mulți au dezaprobat Revoluția Franceză și s-au temut că vor trebui să plece în Marea Britanie. În mijlocul fricii de violență, Priestley a fost convins că prietenii săi nu vor participa. Revoluționarii s-au adunat în afara hotelului în timpul banchetului și au atacat participanții după ce au ieșit. Aceștia s-au mutat la bisericile  New Meeting și Old Meeting, arzându-le din temelii. Priestley și soția sa au fugit din casa lor; deși fiul lor William și alții au rămas în urmă pentru a proteja proprietatea, mulțimea i-a biruit și a incendiat casa lui Priestley de la Sparkbrook, distrugând laboratorul său valoros și toate bunurile familiei. Casele altor disidenți au fost arse în timpul revoluției ce a durat trei zile. Priestley și-a petrecut câteva zile ascunzându-se cu prietenii săi până când a avut cum să ajungă în siguranță la Londra. Atacurile executate cu grijă ale mulțimii and the farcical trials of only a handful of the „leaders” au convins mulți dintre istoricii contemporani-și mai târziu, și pe cei moderni-că atacurile au fost plănuite și iertate de magistratul local din Birmingham. Când George al III-lea al Regatului Unit a fost, în cele din urmă, forțat să trimită trupele în zonă, el a spus: „Nu pot dar mă simt bine deoarece Priestley este cel ce suferă din cauza doctrinelor și a petrecerii pe care a dat-o, și pentru că lumea i-a văzut în lumina lor adevărată.” 

## Hackney (1791–94)
Incapabil să se întoarcă la Birmingham, membrii familiei lui Priestley au stat, în cele din urmă, în Lower Clapton, un district din Hackney, Middlesex , unde a citit o serie de lecturi despre istorie și filozofie naturală la Academia Disidenților de la New College at Hackney. Prietenii au ajutat cuplul să-și reconstruiască viața, contribuind cu bani, cărți și echipament de laborator. În plus, Priestley a încercat să obțină o despăgubire de la guvern pentru distrugerea proprietății sale de la Birmingham, dar aceasta n-a fost rambursată în întregime niciodată. De asemenea, el a mai publicat An Appeal to the Public on the Subject of the Riots in Birmingham (1791), care a acuzat locuitorii Birmingham-ului pentru permiterea apariției revoltelor și pentru „violarea principiilor guvernului Englez”.
Prietenii cuplului i-au îndemnat pe cei doi să părăsească Marea Britanie dar să nu emigreze nici în Franța, nici în Satele Unite, chiar dacă Priestley a primit o invitație să predice la Gravel Pit Meeting congregation. Priestley a mai fost preot între 1793 și 1794, iar predicile pe care acesta le-a propovăduit aici, în special Predica Postului, au reflectat milenarianismul său în creștere și credința sa că Sfârșitul lumii se apropia cu repeziciune. După compararea profețiilor biblice cu istoria recentă, Priestley a concluzionat că Revoluția franceză a fost un vestitor pentru o A Doua Venire a lui Iisus Hristos. Munca lui Priestley a avut întotdeauna o exprimare milenară, dar, după începerea Revoluției Franceze, această tensiune a crescut. Priestley a scris unui prieten mai tânăr că în timp ce el nu va vedea A Doua Venire, prietenul său „probabil va putea trăi ca să o vadă ... El nu poate, cred că va dura mai mult de douăzeci de ani”
Viața de zi cu zi a devenit din ce în ce mai grea pentru familie: Priestley a fost ars în efigie împreună cu Thomas Paine; după aceea, pancarte politice vicioase despre el au fost publicate; au fost trimise scrisori pentru el din toată țara, acesta fiind comparat cu diavolul și cu Guy Fawkes; comercianții au îngrijorat afacerea familiei, iar prietenii lui Priestley de la Academia Regală s-au distanțat de el. Odată ce sancțiunile au devenit mai aspre pentru cei care au vorbit deschis guvernului, și, deși a fost ales de Convenția Națională din Franța de trei departamente separate în 1792, Priestley a decis să se mute cu familia în America. La cinci săptămâni după ce Priestley a plecat, administrația lui William Pitt a început să aresteze radicalii pentru calomniile sedițioase, rezultând astfel Procesele de trădare din 1794.

## Pennsylvania (1794–1804)

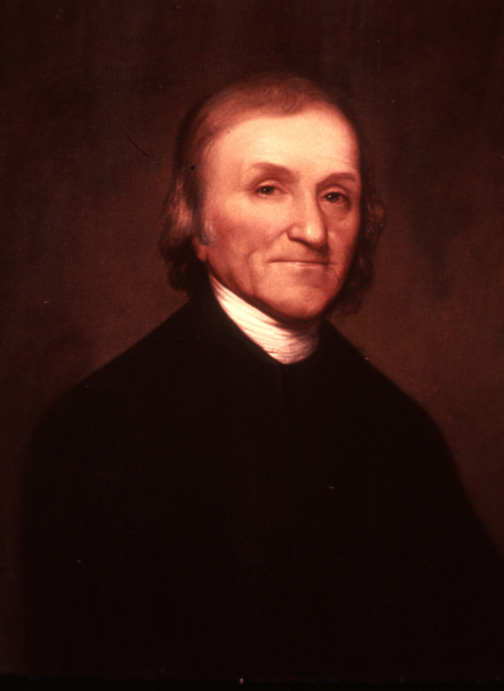
Priestley, pictat la o vârstă înaintată de către Rembrandt Peale (circa 1800); Americanii îi știau pe Priestley mai puțin ca om de știință și mai mult ca un apărător al libertății coloniilor și al disidenților.

Membrii familiei Priestley au ajuns în New York City în 1794, unde au fost serbați de grupurile politice ce luptau pentru a obține adeziunea lui Priestley. Însă, el a refuzat rugămințile lor, sperând să evite discordia politică în noua sa țară. În timpul călătoriei spre noua lor casă din Northumberland, Pennsylvania, ei s-au oprit în Philadelphia, unde Priestley a dat o serie de câteva predici și a ajutat la fondarea Primei Biserici Unitariene din Philadelphia, iar cuplul a început construcția unei noi case în zonă.
Încercările lui Priestley de a evita controversele politice din Statele Unite au eșuat. Astfel, în 1795, William Cobbett a publicat cartea Observations on the Emigration of Dr. Joseph Priestley, care l-a acuzat pe Priestley de trădare împotriva Marii Britanii și a încercat să compromită credibilitatea sa științifică. Destinul său politic a luat o întorsură chiar și mai rea când Cobbett a obținut un set de scrisori trimise lui Priestley de pictorul radical John Hurford Stone și de romanciera liberală Helen Maria Williams, amândouă persoanele locuind în Franța revoluționară. Cobbett a publicat scrisorile în ziar, afirmând că Priestley și prietenii săi au pus la cale o revoluție. În cele din urmă, Priestley a fost forțat să se apere prin scris.
Chestiunile familiale au făcut, de asemenea, timpul lui Priestley din America dificil. Fiul său Henry a murit în 1795, cel mai probabil de malarie. Mary Priestley a murit imediat după aceea, în 1796; deja, Priestley era bolnav și nu s-a mai revenit după șocul morții fiului său. După moartea soției sale, el a scris unui prieten: „Mă simt puțin dezechilibrat și incapabil de eforturile de care eram în stare înainte. Fiind totdeauna foarte domestic, citind și scriind cu soția lângă mine și adesea citind pentru ea, mi-e dor de ea oriunde.”  Relațiile familiale ale lui Priestley s-au deteriorat chiar și mai mult în 1800, când un ziar local din Pennsylvania a publicat un articol acuzându-l pe William Priestley, amețit de „Principiile Franceze”, sau încercând să otrăvească întreaga familiei Priesltey-tata și fiul au negat viguros povestea.

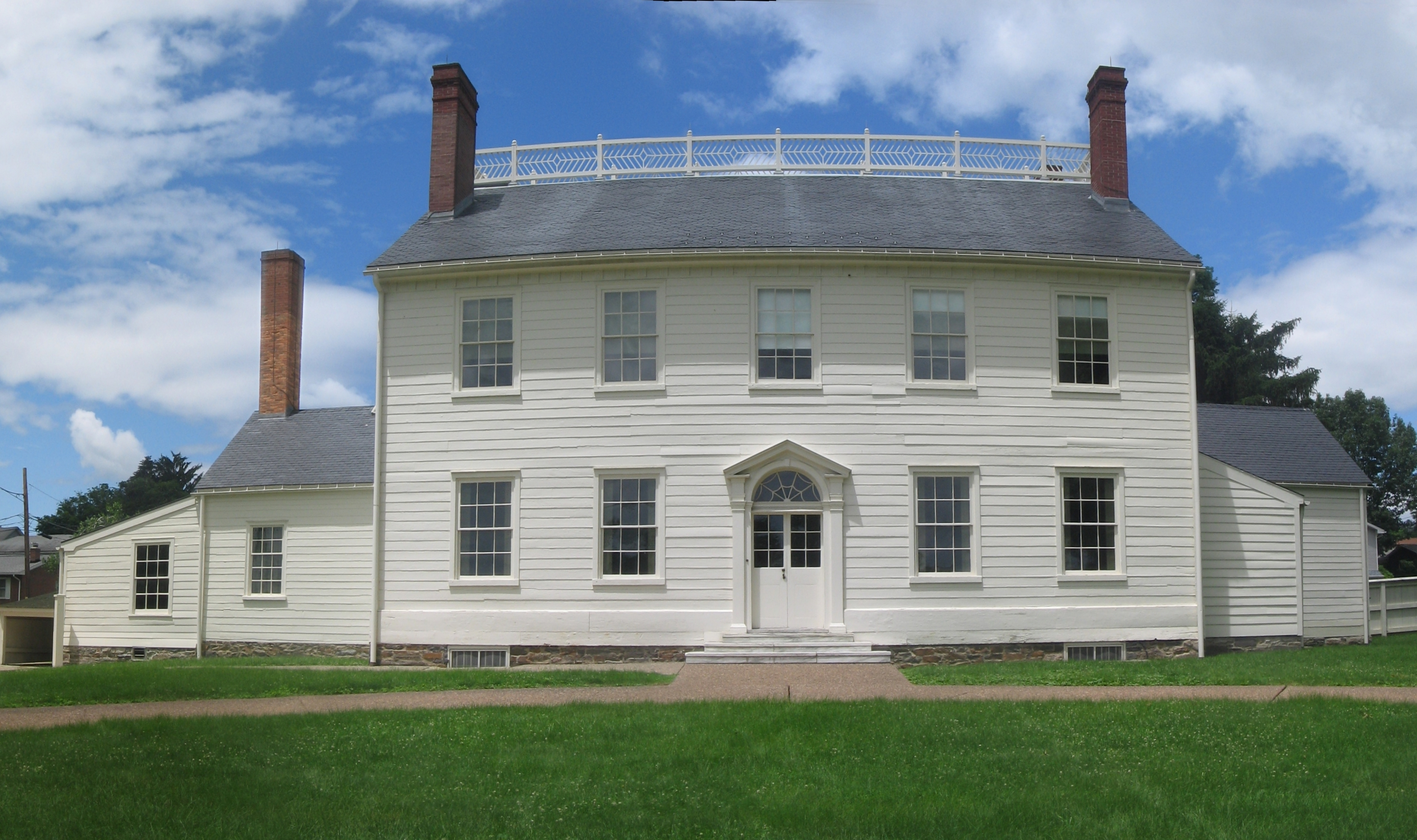
Casa rurală a familiei Priestley nu a devenit niciodată centrul utopiei comunității, pentru că emigranții așteptați nu și-au putut permite călătoria.

Priestley și-a continuat proiectele educaționale care au fost totdeauna importante pentru sine, ajutând astfel la stabilirea „Academiei din Northumberland” și donând biblioteca sa instituției extraordinare. El schimbat scrisori cu privire la structura proprie a universității cu Thomas Jefferson, ce a folosit sfaturile când a fondat Universitatea din Virginia. Jefferson și Priestley au devenit mai apropiați și când și-a completat lucrarea General History of the Christian Church, el a dedicat-o Președintelui Jefferson, scriind că „tot ceea ce pot spune acum este că nu văd nimic să se teamă de mâna puterii, guvernul sub care trăiesc fiind pentru prima dată cu adevărat favorabil pentru mine.” 
Priestley a încercat să-și continue investigațiile științifice în America cu suportul Asociației Filozofice Americane. El a fost împiedicat de lipsa știrilor din Europa; inconștient de ultimele dezvoltări științifice, Priestley nu a mai fost în capul listei celor mai buni descoperitori. Deși majoritatea publicațiilor sale s-au axat pe apărarea teoriei flogisticului, el a avut, de asemenea, câteva lucrări despre generarea echivocă și despre vise. Deși Priestley a redus nivelul științific, prezența sa a stimulat un oarecare interes în chimia americană.
Din 1801, Priestley a devenit atât de bolnav încât nu a mai putut scrie sau experimenta. El a murit în dimineața zilei de 6 februarie 1804  și a fost îngropat la Cimitirul Riverview din Northumberland, Pennsylvania. Pe epitaful lui Priestley scria:
Return unto thy rest, O my soul, for the
Lord hath dealt bountifully with thee.
I will lay me down in peace and sleep till
I awake in the morning of the resurrection. 

## Moștenire

Pentru a comemora realizările științifice ale lui Priestley, American Chemical Society a denumit cel mai mare premiu al său Priestley Medal în 1922.

Până să moară în 1804, Priestley a fost făcut membru al tuturor societăților științifice majore din Lumea de Vest și el a descoperit numeroase substanțe. Naturalistul francez din secolul al XIX-lea pe nume George Cuvier, în elogiul său despre Priestley, a lăudat descoperirile acestuia și în același timp regretând faptul că Priestley nu a abandonat Teoria Flogisticului. În continuare, el l-a denumit pe Priestley „Tatăl chimiei moderne care niciodată nu și-a recunoscut fiica”. Priestley a publicat peste 150 de lucrări pe teme variind de la filozofia politică la educație, teologie și filosofia naturală. El a condus și a inspirat radicalii din Marea Britanie în timpul anilor 1790, pavând drumul pentru Utilitarism, și ajutând la fondarea Unitarianismului. O mare varietate de filozofi, oameni de știință și poeți au devenit asociaționiști ca un rezultat al redactării cărții Observations on Man a lui David Hartley, incluzându-i și pe Erasmus Darwin, Coleridge, William Wordsworth, John Stuart Mill, Alexander Bain și Herbert Spencer. Immanuel Kant l-a lăudat pe Priestley în cartea sa Critique of Pure Reason (1781), scriind că el „știe cum să combine modul său de predare paradoxal cu interesele religiei.”  Într-adevăr, acesta a fost scopul lui Priestley de a „pune cele mai 'avansate' idei iluministe în serviciul unei Creștinătăți raționalizate dar totuși eterodoxe, sub îndrumarea principiilor de bază a metodei științifice.”
Luând în considerare extinderea influenței lui Priestley, relativ puține burse i-au fost dedicate lui. La începutului secolului al XX-lea, Priestley a fost adesea descris ca un om de știință conservator și dogmatic care a fost, cu toate acestea, un reformator politic și religios. Într-un eseu istoriografic, istoricul Simon Schaffer cele două portrete dominante ale lui Priestley: primul îl înfățișează ca „un inocent jucăuș” care s-a dat peste descoperirile sale; al doilea îl portretizează ca pe un nevinovat, precum și un „strâmb” pentru neînțelegerea implicațiilor bune ale acestora. Evaluarea totală a muncii lui Priestley a fost dificilă pentru savanți datorită intereselor sale foarte largi. Descoperirile sale științifice au fost adesea separate de publicațiile sale teologice și metafizice pentru a face o analiză a vieții sale și pentru a scrie mai ușor, dar abordarea sa a fost contestată recent de savanți ca John McEvoy și Robert Schofield. Deși bursele timpurii ale lui Priestley au pretins faptul că lucrările sale teologice și metafizice au fost „distracții” și „obstacole” pentru munca sa științifică, bursele publicate în anii 1960, 1970 și 1980 au menținut ideea că munca lui Priestley a constituit o teorie unificată. Totuși, cum a explicat și Schaffer, nicio sinteză convingătoare a muncii sale nu a fost prezentată. Mai recent, în 2001, istoricul științific Dan Eshet a argumentat că eforturile de a crea o „viziune sinoptică” a rezultat doar într-o raționalizare a contradicțiilor în gândirea lui Priestley, deoarece ei au fost „organizați după categorii filozofice” și au avut „produceri separate de idei științifice, de la orice alt conflict social”.
Priestley a fost amintit în orașele în care acesta a deservit ca un educator reformator și preot și de către organizațiile științifice pe care el le-a influențat. Două instituții educaționale au fost numite în onoarea sa- „Colegiul Priestley” din Warrington și „Colegiul Joseph Priestley” din Leeds  (now part of Leeds City College) — și un asteroid, 5577 Priestley, descoperit în 1986 de către Duncan Waldron. În Birstall, în centrul orașului Leeds și în Piața Chamberlain din Birmingham, el este amintit prin statui, și în Birmingham și Warrington de plăci comemorative. De asemenea, din anul 1952, la „Colegiul Dickinson” se acordă un premiul numit „Premiul Priestley”, unui om de știință care poate face „descoperiri care contribuie la bunăstarea omenirii”. Principalele laboratoare de chimie ale studenților de la „Universitatea din Leeds” au fost renovate în cadrul unui plan de renovări de 4 milioane de lire din 2006 și redenumite „Laboratoarele Priestley” în onoarea sa de chimist remarcabil din Leeds.

## Lucrări selectate

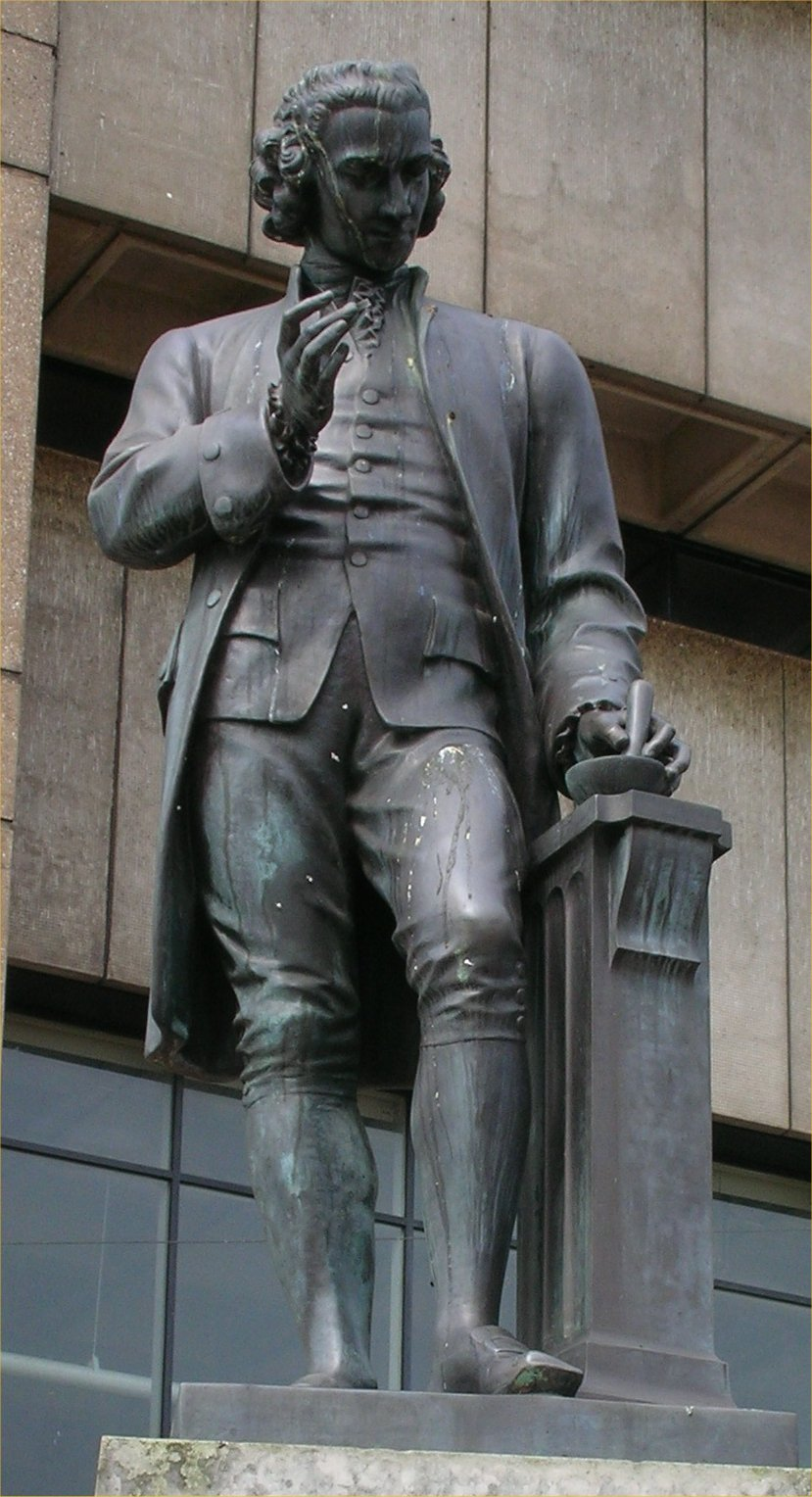
Statuia lui Joseph Priestley din Piața Chamberlain, Birmingham

- The Rudiments of English Grammar (1761)
- A Chart of Biography (1765)
- Essay on a Course of Liberal Education for Civil and Active Life (1765)
- The History and Present State of Electricity (1767)
- Essay on the First Principles of Government (1768)
- A New Chart of History (1769)
- Institutes of Natural and Revealed Religion (1772–74)
- Experiments and Observations on Different Kinds of Air (1774–77)
- Disquisitions relating to Matter and Spirit (1777)
- The Doctrine of Philosophical Necessity Illustrated (1777)
- Letters to a Philosophical Unbeliever (1780)
- An History of the Corruptions of Christianity (1782)
- Lectures on History and General Policy (1788)
- Theological Repository (1770–73, 1784–88)

### Materiale primare
- Lindsay, Jack, ed. Autobiography of Joseph Priestley. Teaneck: Fairleigh Dickinson University Press, 1970. ISBN 0-8386-7831-0.
- Miller, Peter N., ed. Priestley: Political Writings. Cambridge: Cambridge University Press, 1993. ISBN 0-521-42561-1.
- Passmore, John A., ed. Priestley's Writings on Philosophy, Science and Politics. New York: Collier Books, 1964.
- Rutt, John T., ed. Collected Theological and Miscellaneous Works of Joseph Priestley. 2 vols. London: George Smallfield, 1832.
- Rutt, John T., ed. Life and Correspondence of Joseph Priestley. 2 vols. London: George Smallfield, 1831.
- Schofield, Robert E., ed. A Scientific Autobiography of Joseph Priestley (1733–1804): Selected Scientific Correspondence. Cambridge: MIT Press, 1966.

### Biografii (limbi străine)
Cea mai exhaustivă biografie a lui Joseph Priestley este cea scrisă de Robert Schofield în două volume; mai pot fi găsite și alte câteva lucrări și tratate, oarecum mai vechi: Gibbs, Holt and Thorpe. Graham și Smith s-au axat pe viața lui Priestley din America iar Uglow și Jackson au discutat despre viața lui Priestley în context cu alte dezvoltări din știință.
- Gibbs, F. W. Joseph Priestley: Adventurer in Science and Champion of Truth. London: Thomas Nelson and Sons, 1965.
- Graham, Jenny. Revolutionary in Exile: The Emigration of Joseph Priestley to America, 1794–1804. Transactions of the American Philosophical Society 85 (1995). ISBN 0-87169-852-8.
- Holt, Anne. A Life of Joseph Priestley. London: Oxford University Press, 1931.
- Jackson, Joe. A World on Fire: A Heretic, an Aristocrat and the Race to Discover Oxygen. New York: Viking, 2005. ISBN 0-670-03434-7.
- Johnson, Steven. The Invention of Air: A Story of Science, Faith, Revolution, and the Birth of America. New York: Riverhead, 2008. ISBN 1-59448-852-5.
- Schofield, Robert E. The Enlightenment of Joseph Priestley: A Study of his Life and Work from 1733 to 1773. University Park: Pennsylvania State University Press, 1997. ISBN 0-271-01662-0.
- Schofield, Robert E. The Enlightened Joseph Priestley: A Study of His Life and Work from 1773 to 1804. University Park: Pennsylvania State University Press, 2004. ISBN 0-271-02459-3.
- Smith, Edgar F. Priestley in America, 1794–1804. Philadelphia: P. Blakiston's Son and Co., 1920.
- Tapper, Alan. „Joseph Priestley”. Dictionary of Literary Biography 252: British Philosophers 1500–1799. Eds. Philip B. Dematteis and Peter S. Fosl. Detroit: Gale Group, 2002.
- Thorpe, T. E. Joseph Priestley. London: J. M. Dent, 1906.
- Uglow, Jenny. The Lunar Men: Five Friends Whose Curiosity Changed the World. New York: Farrar, Straus and Giroux, 2002. ISBN 0-374-19440-8.

### Biografii în limba română
Nu există prea multe lucrări biografice despre Joseph Priestley scrie numai în limba română, dar în câteva tratate și lucrări de chimie apar note biografice despre acesta:
- Costin D. Nenițescu Chimie generală, Editura Didactică și Pedagogică, București, secțiunea Note biografice-Joseph Priestley (pag. 1238)
- Raluca Ripan Manual de lucrări practice de chimie anorganică, vol. 1-Metaloizi, Editura de stat Didactică și Pedagogică, București, 1961, secțiunea Istoria oxigenului (pag. 160 sus)
- Axente Sever Banciu, Alexandru Pop, Spre chimia modernă, Editura Albatros, 1987, pp. 108, 126, 128

### Materiale secundare
- Anderson, R. G. W. and Christopher Lawrence. Science, Medicine and Dissent: Joseph Priestley (1733–1804). London: Wellcome Trust, 1987. ISBN 0-901805-28-9.
- Bowers, J. D. Joseph Priestley and English Unitarianism in America. University Park: Pennsylvania State University Press, 2007. ISBN 0-271-02951-X.
- Braithwaite, Helen. Romanticism, Publishing and Dissent: Joseph Johnson and the Cause of Liberty. New York: Palgrave Macmillan, 2003. ISBN 0-333-98394-7.
- Conant, J. B., ed. „The Overthrow of the Phlogiston Theory: The Chemical Revolution of 1775–1789”. Harvard Case Histories in Experimental Science. Cambridge: Harvard University Press, 1950.
- Crook, R. E. A Bibliography of Joseph Priestley. London: Library Association, 1966.
- Crossland, Maurice. „The Image of Science as a Threat: Burke versus Priestley and the 'Philosophic Revolution'”. British Journal for the History of Science 20 (1987): 277–307.
- Donovan, Arthur. Antoine Lavoisier: Science, Administration and Revolution. Cambridge: Cambridge University Press, 1996. ISBN 0-521-56218-X
- Eshet, Dan. „Rereading Priestley”. History of Science 39.2 (2001): 127–59.
- Fitzpatrick, Martin. „Joseph Priestley and the Cause of Universal Toleration”. The Price-Priestley Newsletter 1 (1977): 3–30.
- Garrett, Clarke. „Joseph Priestley, the Millennium, and the French Revolution”. Journal of the History of Ideas 34.1 (1973): 51–66.
- Fruton, Joseph S. Methods and Styles in the Development of Chemistry. Philadelphia: American Philosophical Society, 2002. ISBN 0-87169-245-7.
- Kramnick, Isaac. „Eighteenth-Century Science and Radical Social Theory: The Case of Joseph Priestley's Scientific Liberalism” Journal of British Studies 25 (1986): 1–30.
- Kuhn, Thomas. The Structure of Scientific Revolutions. 3rd ed. Chicago: University of Chicago Press, 1996. ISBN 0-226-45808-3.
- Haakonssen, Knud, ed. Enlightenment and Religion: Rational Dissent in Eighteenth-Century Britain. Cambridge: Cambridge University Press, 1996. ISBN 0-521-56060-8.
- McCann, H. Chemistry Transformed: The Paradigmatic Shift from Phlogiston to Oxygen. Norwood: Alex Publishing, 1978. ISBN 0-89391-004-X.
- McEvoy, John G. „Joseph Priestley, 'Aerial Philosopher': Metaphysics and Methodology in Priestley's Chemical Thought, from 1762 to 1781”. Ambix 25 (1978): 1–55, 93–116, 153–75; 26 (1979): 16–30.
- McEvoy, John G. „Enlightenment and Dissent in Science: Joseph Priestley and the Limits of Theoretical Reasoning”. Enlightenment and Dissent 2 (1983): 47–68.
- McEvoy, John G. „Priestley Responds to Lavoisier's Nomenclature: Language, Liberty, and Chemistry in the English Enlightenment”. Lavoisier in European Context: Negotiating a New Language for Chemistry. Eds. Bernadette Bensaude-Vincent and Ferdinando Abbri. Canton, MA: Science History Publications, 1995. ISBN 0-88135-189-X.
- McEvoy, John G. and J.E. McGuire. „God and Nature: Priestley's Way of Rational Dissent”. Historical Studies in the Physical Sciences 6 (1975): 325–404.
- McLachlan, John. Joseph Priestley Man of Science 1733–1804: An Iconography of a Great Yorkshireman. Braunton and Devon: Merlin Books, 1983. ISBN 0-86303-052-1.
- McLachlan, John. „Joseph Priestley and the Study of History”. Transactions of the Unitarian Historical Society 19 (1987–90): 252–63.
- Philip, Mark. „Rational Religion and Political Radicalism”. Enlightenment and Dissent 4 (1985): 35–46.
- Rose, R. B. „The Priestley Riots of 1791”. Past and Present 18 (1960): 68–88.
- Rosenberg, Daniel. Joseph Priestley and the Graphic Invention of Modern Time. Studies in Eighteenth Century Culture 36(1) (2007): pp. 55–103.
- Rutherford, Donald. Leibniz and the Rational Order of Nature. Cambridge: Cambridge University Press, 1995. ISBN 0-521-46155-3.
- Schaffer, Simon. „Priestley Questions: An Historiographic Survey”. History of Science 22.2 (1984): 151–83.
- Sheps, Arthur. „Joseph Priestley's Time Charts: The Use and Teaching of History by Rational Dissent in late Eighteenth-Century England”. Lumen 18 (1999): 135–54.
- Watts, R. „Joseph Priestley and Education”. Enlightenment and Dissent 2 (1983): 83–100.